# リアルアカウント
『リアルアカウント』は、原作(4巻より原案表記)・オクショウ、漫画・渡辺静による日本の漫画作品。『別冊少年マガジン』2014年2月号から10月号まで第1部が連載され、その後『週刊少年マガジン』に移籍し2015年4・5合併号から2016年15号まで第2部が連載され、2016年16号から2018年29号まで第3部が中盤まで連載された。その後、再び『別冊少年マガジン』に戻り、第3部の続きが2018年9月号から2019年12月号まで連載された。2020年11月時点で累計発行部数は330万部を突破している。
「負けイコール死」というデスゲームを描く頭脳バトル物 となっている。柏木アタルを主人公とした第1部と向井ユウマを主人公とした第2部、第2部の新章と位置付けた第3部の3部構成となっている。なお、第1部と第2部は時系列を共有しているが、第3部はその半年後が舞台となっている。話数は第2部で一度リセットされ、第3部および別冊への再移籍ではリセットされず第2部からの通算となる。
コミックス1巻発売時のキャッチフレーズは「フォロワー0で即死亡」。

## あらすじ
国内最大の規模を誇る国民的SNS『リアルアカウント』（通称リアアカ）。主人公たちは、ある日突然SNSの世界に吸い込まれ、「フォロワー0で即死亡」「中の人（通称プレイヤー）が死ぬとフォロワーも即死亡」というルールの下、「ゲームに負けたら即死亡」という理不尽なゲームに強制参加させられてしまう。

### 第1部
柏木アタルはリアルでの友人はおらず、嘘を重ねてリアアカでの友人ばかり増やしていた。そんなある日、アタルはリアアカの世界へと吸い込まれてしまう。予選の「リアルフォロワー診断」でフォロワーが妹の柏木ユリのみとなってしまうが、ユリを巻き添えに死なせてしまうことを恐れたアタルはユリをブロックする。しかし、謎の人物のフォローにより何とか生き残ることができた。
第1ゲーム「ノーアンサー」。そこでアタルはネットアイドルの一条ルリリを救った後、ユリに瓜二つの少女神田こよりと出会う。彼女の発言からゲームの必勝法を思いついたアタルは残りのプレイヤーのほとんどを救うことに成功するが、一人だけ死なせてしまう。直後にマーブルから誰も死なせない必勝法があったことを知ったアタルは意気消沈してしまうが、こよりに励まされ何とか気を取り戻す。
第2ゲーム「RTゲーム」。前ゲームでのアタルの発言からこよりは7万円以上を手にする。あせったアタルは生き残ることには成功したが、稼げたのはわずか300円であった。
第3ゲーム「黒歴史裁判」。アタルとこよりのグループにはある男が参加していた。それはギリギリの瞬間を快楽として感じる男星名アイジであった。アタルのおせっかいによりその瞬間を壊されたアイジはアタルの黒歴史を暴く。それはアタルが人を殺したというものであった。かつて柏木アタルには一卵性の弟柏木ユウマがいた。勉強もスポーツもできる人気者のアタルと落ちこぼれのユウマ。アタルはユウマに足りないものが自信であると言い、ユウマに自信を持たせるために2人はたびたび入れ替わるようになった。しかしある日ユウマは交通事故に遭い命を落としてしまう。実はこの時死んでいたのはユウマではなくアタルだった。生き残ったユウマは自分自身を殺し、アタルとなっていたのだった。衝撃の事実に騒然となるが、アタルのフォロワー達は誰一人彼のフォローを外さなかった。そこでマーブルから新ルールが追加され、ルリリはアイジに黒歴史を暴かれ死亡してしまったものの結果生き残ったのはアタル、こより、アイジであった。しかしアタルが気に入らないアイジはゲームの延長を要求し、アタルもこれを呑み、アタルはアイジに一矢報いることに成功した。
第3ゲーム終了後、あるものがプレイヤー達に公表された。それは現実世界で行われている「誰が最後まで生き残るのか」というランキングであった。そこには死んだはずの本当のアタルの写真があった。

### 第2部
向井ユウマは現実の友人にはリアアカをやっていることを隠している重度のリアアカユーザーであった。ユウマは似た境遇で恋人の柚原ナナコを自宅に招いた日、リアアカの世界に吸い込まれてしまった。予選「リアルフォロワー診断」で次々フォロワーが減っていき、最後に残ったナナコにも外されてしまうが、同じ状況の上條あやめと相互フォローし合うことにより何とか生き残ることに成功する。
第1ゲーム「悪いいね!ゲーム」。ユウマはゲーム中の傾向からある攻略法を見つけだすが、肝心の自分の番の時にその攻略法を使えない事態になってしまう。しかしゲーム中に起きた不可思議な状況から隠されたルールを見つけ出すことで何とかクリアすることができた。
第2ゲーム「リア生ゲーム」。様々な放送がされる中、ユウマはあやめと組んで偽マーブルの放送を行った。この結果、100万人以上の視聴者を騙し、1億円以上の大金を手に入れた。
第3ゲーム「鎮静かまってちゃん」。ユウマはあやめの助言からかまってちゃんへの正しい対応を知り、さらにかまってちゃんが実際のかまってちゃんをモデルにしていることを知ったユウマは、そのつぶやきの違和感からかまってちゃんの正体を知り、それをつきつけることでクリアし、同時に取り込まれた桜川キリカを救出して仲間にする荒業を成し遂げた。
第4ゲーム「既読スルー撲滅運動」。第3ゲーム終了後、マーブルから休憩を告げられたプレイヤー達はリアアカリゾートで休むことにした。しかし実は第4ゲームは既に始まっていた。知らずにルールを破った者が何名かでたところでマーブルからルールを告げられる。プレイヤーが半分になればクリアというルールを聞いたユウマはこのゲームの過酷さを悟る。それは積極的に他のプレイヤーを減らそうという思考であった。プレイヤー同士の裏切りや仲間割れで会場内が殺伐とする中、ゲーム内で使えるスタンプが売られているショップが見つかった。そこには全スタンプを集めた場合のみ手に入るゲーム終了のスタンプがあった。しかしそれを手に入れるには大金が必要であった。第2ゲームで大金を手に入れたユウマとあやめは持ち金のほとんど、途中で仲間になった藤巻チホやキリカの助けもあり、何とかスタンプを全て集めることに成功し、後はゲーム終了のスタンプを押せばゲームは終わるはずだった。しかし人の絶望を集めることを目的とする男蔵科ミズキによりスタンプを奪われ削除されてしまう。だがユウマは自分とあやめが集めたスタンプを用いることでプレイヤーに紛れ込んでいたマーブルをゲームオーバーに追い込むことに成功し、何とかゲームをクリアした。
第5ゲーム「大炎上祭」。プレイヤーの個人情報がクリアの代償となるこのゲームで、チホは出来心からあやめの個人情報を流出するも、好色なプレイヤーの手でチホの個人情報が流出されてしまった所をあやめが彼のスマホにあった個人情報を公開して返り討ちにしたことであやめとチホは仲直りした。その直後、ユウマはミズキの手により本性を暴露されてしまう。しかし、途端にユウマは豹変し、逆にミズキの過去を暴露するだけでなく、彼自身が気付かなかった真実をあぶり出しそのアイデンティティを否定する。そんな中、現実世界の雨月イマリからもたらされた情報がゲームを終了させる。その情報とは、ユウマが一連の事件の黒幕の家族であるということだった。
第6ゲーム「SNS鬼ごっこ」。第5ゲーム終了後、プレイヤー達はマーブルによって眠らされてしまう。目を覚ました時、彼らはマーブルの恰好をさせられて現実へと戻っていた。現実に戻ったことを喜ぶプレイヤー達であったが、状況はすぐに一変する。金目当てでプレイヤーを捕まえようとする暴徒化した現実の住人達により、生き残ったプレイヤー達は次々と死んでいく。そんな中ユウマは再び豹変、自らに懐いたミズキや途中で出会った中学生ステマ作家の市之瀬ハルと共に鬼を撃退し、別行動をとっていたあやめとチホも鬼の魔の手を振り切る。深夜に現れる謎の敵、DQNマーブルの襲撃に遭いその過程でハルを失うも、何とか1日目を生き延びたユウマは最初のミッションを兼ねる形で兄に捕らわれたあやめを救出し前ゲームで発覚した自らの生家を訪れる。そこでユウマが出会ったのは彼の双子の弟の柏木アタルだった。しかし、アタルは突如ユウマに銃を向け、彼を殺そうとする。アタルとの殺し合いの中、ユウマは自分の葬儀の写真を見つける。さらに2人の殺し合いはリアアカ社の介入により中断、アタルはマーブル達と共に去り、家は燃やされてしまう。彼らの態度に腹を立てたユウマはリアルアカウントを潰すことを決意する。自分が育った施設で両親が残したメモリーカードを手に入れたユウマだったが、特殊な規格のため中を見ることはできなかった。途中マーブルの仕掛けた妨害にあいながらも何とか生き延びたユウマ達は2つ目のミッションが発令された直後、全てのユーザーを予選の時までフォローしていたのが「オモチュー.com」の管理人の雁谷ミツルであることを突き止める。2つ目のミッションをクリアするため先にミツルと接触していたチホと合流する。さらにゲームによって弟を失ったナナコとも和解した。しかし、キリカが元妻の桐谷リンと共にDQNマーブルに襲われユウマ達にダイイングメッセージを残して死亡する事態が起こった。事態を重く見たユウマとミズキはDQNマーブル狩りを決行。最初は苦戦するが、ダイイングメッセージのおかげでDQNマーブルを狩ることに成功する。しかし、彼らの正体が自分たちであることを知ってしまう。死んだプレイヤーを復活するためリアアカ社に潜入、その際、マーブルに殺害されたナナコを発見するが、彼女はリアアカ世界に飛ばされていた。その後、地下空間への階段を下り、パスワードを入力して空間への扉を開けようと試みる。その直後、最後のミッション「ゴール地点はスタート地点。時間までにスタート地点にいないと首輪爆発により即死亡」が発令され、ユウマ・あやめ・ミズキは死を覚悟してまで真実にたどり着くことを決心する中、チホは命乞いから1人スタジアムに向かう。残ったユウマ達はおびえた表情をしたイマリを発見。その彼のスマホに録画された両親のメッセージで自分の出生を知ると同時に復活技術はないことを知るも、真のスタート時点がリアアカ空間であることを悟り扉のパスワードに英単語《real》を入力する。そして出来上がった文章は、《It'ａ real world（ここは現実世界）》となった。解錠は成功し、駆けだした先には、リアアカ空間に多数の死体が安置されたことで空間自体が現実世界であることを知る。ユウマが言うゴールがリアアカ空間であることを知ったあやめはチホに死が迫っていることを悟り、チホに電話をする。一方スタジアムに到着したチホはあやめの電話でスタジアムがゴールではないことを知り死を覚悟しあやめとの最後の電話をし爆死した。しかし、ユウマがCAP技術を使ってチホ達をリアアカ空間に飛ばしたことで生存を果たす。そしてユウマはリアアカ社に宣戦布告をするが、マーブルが我を忘れて無差別に殺害しようとしているところを生き残ったプレイヤーに阻まれ正気に戻る。そして、ゲーム続行不可能を理由にマーブルが全クリ宣言をし、崩れゆく空間でマーブルはCAP技術で脱出。重傷を負ったナナコはリアアカ社にさらわれてしまう。全クリ宣言から3日後、社長恵庭熊雅秀の会見通りリアルアカウントの全ユーザーが強制終了された。

### 第3部（週刊連載）
全クリ宣言から半年後、ユウマはリアアカ社を憎む野次馬から逃げていた。そんな中、通信空手を習い始めたあやめと再会。2人の逃避行のさなかに真・マーブルからデスゲームの再開が告げられた。それをクリアできれば今度こそ本当のデスゲーム完全終了。最終フェーズの予選「逆リアルフォロワー診断」でユウマ・あやめ・ミズキの3人は30人のプレイヤーのうちの1人に選ばれ、選ばれなかったチホはあやめのフォロワーとなった。決意を固めたユウマとあやめは再びデスゲームに身を投じることとなった。30人のプレイヤー達はリアアカ社の跡地に集結するが、あやめがフォロワー数最下位であることを知ったユウマは結果発表を前にぎりぎりであやめのフォロワー数を水増し、その結果プレイヤーの1人で内閣総理大臣の皇城次郎を繰り下げで最下位となったことによりゲームオーバーに追い込んだ。しかし、いまだ生きている大原則、プレイヤーが死ねばそのフォロワーも巻き添え死するで、彼をフォローした16万3455名ものフォロワーたちが全員巻き添え死したことで下手すればネット民が滅ぶことを悟る。そして、新たな舞台である天空城「アンティキティラ」で新たなゲームが始まる。
第1ゲーム「歩きスマホ迷路」で、プレイヤー達が混乱するさなか、ユウマが先陣を切り肉眼では見えない道を進み、関西のクイズ王芽賀コータと「大炎上祭」の時のグループメイトで旧ゲームをクリアした麗人穂村アイリが後に続く。次々と歩きスマホで見えない道を進むプレイヤー達だったが、有名天才犬のパルくんがスマホを見ずに獣の直感だけで見えない道を進み最速ゴールを果たす。その後、パルくんが通って行ったルートを旧ゲームをクリアしたリア生テレビの毒舌女子系生主の三角マルキが通る。ミズキは連続殺人犯斗部コトコと乱闘するさなか、あやめは進むことすらままならない状態となっていた。偶然通りかかったAV女優の桜芽カルアに凡人呼ばわりされ鬱憤が爆発。恐怖心を克服する。一方ユウマはミューチューバーの愛沢マグラの毒牙にかかり、万事休すとなっていた。その際、ミズキとコトコの血で足が滑り毒牙の原因がマグラではなく自らが背負う十何万のフォロワーはもちろん、あやめやチホなどの今まで自分を支え、守ってくれた人たちを守りたいが故に今度は自分が死の恐怖に打ち勝つという感情であることを悟る。制限時間が半分を切ったころ、交通渋滞時間が開始、ARカメラに映らないマーブルカーなどが現れ、プレイヤー達は2人1組のペアを作る。あやめはペアを組んだ普通の男子高校生韮田マモルの超人的な感覚でゴールを果たす。プレイヤー達が次々とゴールを果たし焦りを感じた経理課長マーブルがユウマ・マグラ組に最後の罠を仕掛けたことで、ユウマは経理課長マーブルの罠にかかってしまいピンチに陥ってしまう。しかし、真のテーマを悟ったユウマは経理課長マーブルでも知りえなかった近道を出現、それでも死なせようとする経理課長マーブルをマグラがいたずらで使ったバナナの皮で倒しゴールすると同時に完全勝利を飾った。その後、マーブルが現れ、プレイヤー達に絶賛すると同時に経理課長マーブルに罰ゲーム「歩きスマホ 怒りのデス・ロード」を受けさせ制裁した。それを見た大半のプレイヤー達は戸惑いを見せたが、マーブルが「全クリすればどんな願いでも叶えられる」と口にした途端、ユウマ達は願いのためなら全クリすることを誓う。ゲーム終了後はりああかの湯で疲れを癒しているさなかあやめはスーパーアイドル椎葉サヤカと会話をしていた。一方ユウマは先に風呂を出た後プレイヤーの中に会長マーブルが紛れ込んでいることを悟る。その直後、女子達とパルくんが大騒ぎしている状況で会長マーブルのスマホが消えていることに気づき唯一隠蔽可能な箱を問い詰めるが、彼は裏切りものでないことを知ると同時に警戒する。
ユウマは自分の部屋に訪れたカルアから秘密にしていたほくろの位置を見られたことを理由に逆レイプされそうになるが、旧ゲームをクリアした警察官の冴島アクトとカルアが一触即発になってしまい、それがもとで、OLマーブルからIDを聞き出す第2ゲーム「IDゲッター倶楽部」でチームを組むこととなる。ユウマだけでなく体育会系女子高校生の明里谷ユイもミズキ・箱の変人コンビと組まされたことに困っていた。ユウマ・カルア・アクトチームは渋谷ステージにいた渋谷ギャルのOLマーブルで失敗したことでシチュに対応したギャルゲーだと悟り、次の海ステージの水着・樹海ステージの自殺志願者・住宅街の犯罪者と3人のOLマーブルのIDをゲットしたが、ユウマ達が海ステージに滞在している間、合コンステージにいたミズキが箱に洗脳されたことで、ユイはミズキの変貌と箱の本性を目の当たりにする。一方のあやめは天才ナンパ師色条リオンの活躍で教室ステージの教師、2人目、弁当屋ステージの店員と3人のOLマーブルのIDをゲットしていた。4人目の河原ステージでパルくんとあやめの活躍で愛犬家のOLマーブルのIDをゲットしリーチを果たす。マーブルはミズキチームが5人のOLマーブルのIDをゲットし1抜けした後、会長マーブルのメールで「ゲームに仕掛けた罠で目つきの悪い男が死ぬ」と知ったことで不吉な予感がしていることを悟る。ユウマはリオンの色恋方程式を参考にあたりを捜し4人目のOLマーブルのIDを獲得、しかし、そのOLマーブルがリオンの言う地雷女であり、そのことで苦しめられることとなる。次々とクリアを果たし残るはアイリ・「大炎上祭」の時のグループメイトで旧ゲームをクリアしたパンクロッカー叶ハヤト・暴走族グループの総長羽桐トワのチームとユウマ達のチームとなり、両チームともに暴力でIDを聞き出そうと試みる。トワのチームはトワの暴力でIDを聞き出すことに成功するが、会長マーブルの言う罠にかかりハヤト・アイリの目の前で射殺された。一方のユウマは寸前のところで踏みとどまりプレイヤー達やOLマーブル達の大切なものを知り罠を回避する。100部屋目まですべてめぐり終わり絶望に陥るユウマチームだったが、最初の渋谷ギャルのOLマーブルの所まで逆戻り見事IDをゲットする。トワとそのフォロワー20万2577人が犠牲になったものの、全員クリアを果たした。その後、IDを聞き出したOLマーブル達がマーブルによって火あぶりにされる中ユウマは彼女達の死の間際にミズキさながらのやり方で彼女達が存在した証を残し、マーブルを倒すことを誓う。
マーブルはプレイヤー達に「やるべきことをやってゲームに臨んでください」と親切に忠告する。翌日第3ゲーム「リアアカGO」でマーブルの言う「やるべきこと」とはスマホの充電であることを知りユウマは愕然とする。ユウマは万事休すになるが、企画部主任マーブルことハカセマーブルが外にいるフォロワーにリアスポットで充電アイテムをゲットしフォローしたプレイヤーに送るよう手を打っておいたため難を逃れた。その後もマグラと共にダンジョンにいるモンスターをゲットするさなか、一発屋のお笑い芸人九島ダイキの襲撃に遭うも、ユウマの機転により彼を退ける。一方のあやめは危険人物のアイジに遭遇。同時に1歩ごとに1%減らす呪いをかけられ命の危機に瀕してしまう。メールを受け取ったユウマにも30秒ごとに1%消費する毒入り充電にすり替え、ユウマかあやめかの命の選択を迫られることになる。その結果、ユウマの手を振りほどいたあやめが死亡してしまい、ユウマはアイジの非道なやり方に激昂。トレマニーを使って自ら持つ毒入り充電をアイジのものとすり替えアイジを黙らせた。自らの願いは「デスゲームで出会ったプレイヤー達と学校生活を送ること」であることに気付いた瞬間、死亡したはずのあやめが生きていたことが判明。実はあやめが「死亡」する寸前でチホがゲットした身代わり電池の効果により充電が76%に回復していたため即死は免れていたのだった。毒入り充電をすり替える前にアイジが自身に触れている間他プレイヤーの充電が1秒ごとに1%減らす呪いをかけられていたためあやめの充電が5%ほど減らすハプニングが起きるも、ユウマはアナキュウを召喚したあやめのスマホを使ってミズキに呼びかけるのだった。その直後、あやめは空腹で倒れ、ダンジョン内にある宿屋で1泊することに。2日目、旧ゲームでユウマたちと一緒のリアアカ空間にいたマルキにモンスターの交換を取引するが、その際、マルキが不可解な行動をしたことに不審に思ったユウマはカメラの死角で好意を持っていることを見抜くと、冷静沈着のマルキの性格が180度変わる。そして、彼女との交換に応じ、「カメラの死角で3人がいるとき素の自分をさらす」という条件で協力関係を結んだ。交換したモンスターを使ってミズキの居場所を特定し、彼の元へ向かうが、自らの意志で箱についたことを知りミズキ奪還のため、今夜の9時に決闘を申し込まれ、それを受けいれる。イマリに「あるもの」を取りに行くよう依頼した後、トップモデルの貞升ミキヤの呼びかけにより、大交換会が開催されていた。しかし、主催者のミキヤが気づかぬうちにミイラ化してしまいフォロワー98万4501人を道連れに死亡してしまう。その彼を殺害したのがハカセマーブルであることを知りプレイヤー達は逃げ惑う中、ユウマはハカセマーブルに鉄槌を下すため勇敢に立ち向かっていくも、惨敗。死を覚悟して鉄槌を下す前に、取り残されたあやめ達に救出される。ユウマの活躍によりプレイヤー達は「ハカセマーブルに遭遇したら即死亡」という暗黙のルールが確立。ユウマとあやめはミズキ奪還のため約束の時刻に箱の元へ向かいユウマとミズキのタイマン勝負をすることに。その最中、イマリが見つけたピースを見たことで隙を作ってしまいミズキに殺害されてしまうも、あやめが召喚したビリギャにより蘇生を果たし、ミズキに支配よりも仲間が欲していたことを明かす。その直後、ミズキが精神異常をきたし、箱に再洗脳されるも、ユウマによって支配から解放され、ユウマは箱に鉄槌を下した。解放されたミズキは再びユウマ達の元に加わった。2日目の夜、ユウマ達は箱に奪われたミズキのモンスターをハカセマーブルから奪う計画を立てているころ、カルアとアクトにハカセマーブルの魔の手が迫り、万事休すとなるが、アクトが所持していた電脳天使の祝福をカルアに使い自らをフォローしたフォロワーと共に死を選んだ。生き残ったカルアはアクトに裏切られたフォロワー達の罪を背負い彼の仇をとるため、1人ハカセマーブルに立ち向かう。一方ユウマ達もカルア同様ハカセマーブルに立ち向かうため、必要なモンスターを集め最終日の午後0時ハカセマーブル狩りを決行。時を同じくして卑劣な行為でユウマを苦しめた九島がハカセマーブルの罠にかかり死亡していた。あやめを囮にしハカセマーブルをおびき寄せマンスターを奪うことに成功するが、ハカセマーブルが仕掛けた罠が待ち構える。しかし、それを行く罠をユウマが仕掛けた。しかし、使用したモンスターが違ったことを見抜いたハカセマーブルによってユウマは窮地に陥り、モンスターの卵に賭けるが、ドヤネズミが生まれてしまったことで絶望の淵に立たされたと思われた。しかし、50匹のドヤネズミに異変が起こり1匹のモンスターに変貌する。ユウマの前に現れたカルアからハカセマーブルの打倒を託され本当の意味で逆転を狙う。それでもなおハカセマーブルは逃げようとしたが、あやめとミズキに捕まりその上カルアの発砲でハカセマーブルの足止めに成功。ハカセマーブルの命乞いによりユウマは彼を安心しきったすきを突き彼を討つ。サラブレット・トロイを除いたハカセマーブルの所持モンスターを受け継ぎ、50種に達していないプレイヤーを対象にした大交換会を開き「リアアカGO!」を終了した。その後、マーブルがハカセマーブルに罰ゲームを執行しようとしたが、ユウマがハカセマーブルを討ったことを思いだし彼を称賛する。
「リアアカGO!」終了直後、ユウマの提案で死亡した5人の告別式が行われた。しかし、炎を美しいと評するアイリによって台無しにされ、それを見たユウマとカルア、そして、第4ゲーム「不謹慎ハンター24時」の司会マーブル・広報部長マーブルの逆鱗に触れてしまうなか、ユウマを殺害しようとするコトコの素性が判明。彼女は人殺し専門の連続殺人犯だったのだ。殺害を阻止しようとするミズキがコトコに宣戦布告をし、同時にサヤカの本性を知ったあやめもミズキ同様サヤカに宣戦布告をした。一方のチホ達は、あやめに失望したフォロワー達が別のプレイヤーに押し変していることに直面。あやめのほかにユウマとミズキを同時フォローし押し変したフォロワー達に啖呵を切った。
翌日、「不謹慎ハンター24時」が開始。開始早々ユウマとアイリが喧嘩してしまい、不謹慎ハンターマーブルの集団、通称「黒マーブル軍団」の粛清に遭い、不謹慎なつぶやきをハントすると同時に自ら不謹慎にならないよう注意しなければならないというルールであることを悟る。時を同じくしてハヤトが不謹慎でないつぶやきをハントしてしまいペアを組んでいたユイを巻き添えに粛清を食らうところをあやめとサヤカは直面する。その後、つぶやきを発見しハントしようとしたが、サヤカは不謹慎なつぶやきではないとハントに反対。恋の価値観を語りあやめは敗北した次の瞬間、何かに気づき疑心暗鬼のサヤカを催促し、2人はつぶやいた女性がノーパンである事実に直面し恋をするのは不謹慎ではないがハレンチは不謹慎であることを理由にハントに成功するのであった。サヤカがなぜユウマを殺害しようとする理由とユウマの本名がアタルであることをあやめに明かした。時を同じくしてアイリはユウマに過去を突き付け彼の記憶を呼び覚ますことに貢献してしまうが、ユウマに偽物と突きつけられたその時アイリの顔が可愛い女の子の仮面をかぶった様相に一瞬見えてしまう。アイリは昔アイラという名前で顔はブサイクといっていいほどの醜さを持っていた。姉のアイリは美を体現した少女で醜いアイラを気にかけていた。家が火事になった際、アイラは自殺を図ろうとしたが、アイリに助けられその顔は姉と同じ顔に整形され、当のアイリは救出する寸前で力尽き死亡したことがきっかけで、アイラは穂村アイリとして自分と炎が美しいという歪んだ美意識を持つように至った。黒マーブル軍団に迫るユウマ達は自粛棒で黒マーブル軍団に立ち向かうも、新手のマーブル軍団によって挟まれ失敗。アイリの顔に傷がつき自暴自棄になってしまうも、ユウマがアイリの心のつっかえとなっている偽物のアイリを殺したことと、自分が映っている顔がアイリ自身の顔であることを諭したことでようやく和解した矢先、ユウマの命を狙うコトコと鉢合わせになってしまうが、ミズキの活躍で阻止するも、コトコとたがいに傷つけあいをしたことで粛清認定される。黒マーブル軍団が来る8秒以内に殺害しあうこととなった。その直後、黒マーブル軍団の粛清で双方致命傷を負い、コトコはミズキに討たれ同時に数万人ものフォロワーも巻き添え死した。その直後、ミズキは出血多量で倒れてしまう。そのころ、カルアはマモルの不謹慎のせいで彼に庇われていた。その直後、マモルが再び不謹慎な行動をとったため、2度目の粛清の憂き目に遭うも、マモルがカルアの手に触れたことで潔癖症を克服する。ユウマ達は医師の紅本イスケによる治療を受けていた。重傷を負ったミズキはイスケが緊急であると判断し死亡したコトコの血を彼の手で輸血されていたそのころ、あやめとサヤカは本物の銭湯で入浴タイムをしている途中、マッチョ風の黒マーブルのタイキックを受けてしまい、何者かが密告していることに気づきサヤカはミルキーミント時代に枕営業をしていたメンバーに冤罪をかけられた ことを思い出し怯えてしまうが、あやめの叱咤により密告したプレイヤーを暴くことに。その結果、あやめたちの入浴を覗いていたマグラが密告者であることを知り、あやめは自分がやられたことを彼にお見舞いした後、成敗された理由をあやめが述べ無事和解につながったが、実はこの時知らなかった。この後、不謹慎による死を追及する広報室長マーブルのルール変更で、修羅場と化すことを。ハヤトに色恋をかまけたユイがマッチョ風の黒マーブルが持つハリセンで首を胴体が切断され広報部長マーブルのルール変更の餌食となってしまう。密告を受けダイキックをお見舞いされたユウマは、ミズキ・アイリ・ハヤトの3人には不可能と判断し、消去法でイスケがユウマを密告した裏切り者だと知るが、密告者はユウマ達に容赦なく襲い掛かりアイリにけがを負わせてしまう。それを見たイスケは彼女に緊急処置を施し無実を証明した後、ユウマの策とハヤトの捨て身の行動で密告者のスマホを叩き割ることに成功。密告者はイスケではなく皇城をはじめとした男性を魔性の色気で魅了した小間カリンとペアを組んでいた電脳教団「ノアウェーブ」の電脳教祖を務める座黒ズイであることが判明する。ユウマ達から振り切ったズイは、カリンに魔性の女と呼ばれる理由と義父が母親を殺害した罪で逮捕された後獄中で首つり自殺した写真を見せられ、彼女をノアウェーブに入信させる形で懐柔する。密告を恐ろしさを知ったプレイヤー達は密告ダイヤルを使わないという決意でハントを続行した。そのうちの1組、マルキ・コータペアはコータの情報収集優先主義にマルキは業を煮やしていたが、逆にコータからキャラ作りがサムイと言われてしまい、追い打ちをかけるように雑誌を読みながら自慰をする男性のホログラムをハントするかどうかで調子が狂ってしまう。そして、マルキの漫画マニアとしての知識とコータが収集した情報がきっかけで誤解答は回避。マルキは気づかぬうちに素になっていたことに気づくも、逆にコータや彼女のフォロワー達から絶賛され感謝するのであった。一方ユウマはスキル「なんでもハント」の獲得によりなんでも不謹慎をハントできるようになった。ズイはマグラやリオンを入信させ勢力を拡大。しかし、ユウマ勢と鉢合わせとなり一触即発となるが、奇術師の巳倉スズリがズイに言われて仕掛けた罠にかかり、ユウマとズイで『不謹慎インディアンポーカー』で決着をつけることに、しかし、劣勢を強いられたユウマがズイの仮面を外した途端、驚愕の事実が判明する。ノアウェーブは本来ズイを代表としたベンチャー企業だったが、旧ゲームに巻き込まれた社員がゲームオーバーしたことでユウマに復讐心が芽生え人間スマホとなったことが判明。ハヤトが教えてくれたヒントによりズイの予言を看破。その後、広報室長マーブルによりこのゲームのみ500ポイントを奪うルールに変更。ミズキとあやめが身代わりでズイに殴られハヤトはそれを拒否。ハヤトはハントを再開するのであった。絶体絶命のユウマの下に入信したと思われたマグラが身代わりでズイに殴られるが、ユウマに託されたある物により形勢が逆転され、両者満身創痍の結果、ユウマが仕掛けた罠だと知らずに殴り勝利宣言をしたズイが5発のペナルティを受け、ユウマに殴られることに。それを見たカリンは身代わりを提案するが、ポイント保守主義のリオンやスズリ、歌手の氷月カナタらが拒否し、ペナルティを受けたズイが敗北することとなった。ユウマはズイから奪ったポイントをあやめ達4チームに振り分ければ終わるはずだった。その時、ユウマ・アイリペアだけでなくその場にいたプレイヤー達のポイントがアイジ・箱ペアに奪われる。プレイヤー達は絶望に陥るなか、ユウマは絶望を振り払ったことでズイはユウマが真のリーダーであることを確信。入信した大半のプレイヤー達はユウマの元へ離反し彼らを見送った後、自害しようとするが、自害じゃ生ぬるいと判断したカリンが涙を流しながら介錯される形で果てた。一方のユウマ達の所に本性を現したハヤトが襲い掛かる。しかし、それは自分が勇気をもって他プレイヤーを助けるためにあえて密告ダイヤルを使用し救出するものだった。ハヤトが30秒間のペナルティ覚悟でライブをしたことで勝利確実の広報室長マーブルに一泡吹かせるため、ユウマはフェスを利用して黒マーブル軍団をおびき寄せる。そして、ユウマは不謹慎を過度に取り締まる広報室長マーブルこそ不謹慎だと告げた途端、黒マーブル軍団の動きが止まり、プレイヤー達は黒マーブル軍団を掃討し、ユウマも広報室長マーブルに怒りの鉄槌を食らい無事クリアするのであった。自分が不謹慎である事実に狼狽した広報室長マーブルは飛び降り自殺した。しかし、足が引っ掛かってしまい、突然豹変したユウマに殺害される。その後の談話室でのフェスでアタルが驚愕の事実を公表する。実は、アタルの仲間だったこよりもユウマと同じような豹変が原因で、アタルに介錯されたことが判明し、アタルがコピー元のナナコの生首を見せた途端、ユウマは再び豹変。平社員マーブルに取り押さえたことで事なきを得たが、ユウマは他プレイヤーに危害を加えることを恐れ、自分に近づかないよう忠告。その日の夜、ユウマの部屋に訪れたパルくんに勇気づけられるも、イマリやチホをはじめとしたユウマのフォロワー達にもおよんでいた。そのことを知ったイマリがユウマを叱咤し床につかせた。そのころ、マーブルからのメールが来た会長マーブルがついに牙をむき始める。
翌日、第5ゲーム「匿名教室」が開始。プレイヤーの中に紛れ込んでいる会長マーブルを探し出すゲームで、ユウマの無実を証明するため、あやめは行動に出るが、ユウマを亡き者にしようとするカリンが障害となり失敗、その後、ミズキの推理によってアイリが会長マーブルだと推理するが、大ハズレ。アイリはユウマに希望を託し冤罪死した。その直後、ユウマは「ステージ3」に豹変するも、ミズキの活躍で暴走を止めた。それを見たコータは「ステージ3」のユウマが会長マーブルという説が取り沙汰される。あやめは名探偵となってカリンに接触するが、ちびマーブルに遭遇するも、カナタに助け出される。カナタはかつて、連続のぞき魔・セーラーキラーという冤罪にかけられ、事務所をクビになったことが判明する。その直後、元ネイビーの格闘家の久世シュウをはじめとしたプレイヤー達は冷静を取り戻すことに成功した矢先、あやめのニセ過激画像が流出してしまい、2回目の学級会で窮地に立たされたところ、セーラーキラーとなったカナタに救われた。「ステージ3」のユウマをギリギリの快楽の感じさせるためのキーとして定めたアイジを咎めたことであやめとミズキは彼と呉越同舟を組むことに。その直後、会長マーブルから「委員会システム」という新ルールを設ける。そのルールを使って会長マーブルを特定できる風紀委員を探し出すが、突然ミズキが他のプレイヤー達に重傷を負わせ、アイジの外道さを逆手に取った尋問で特定しようとしたその時、投票委員の能力を悪用した誰かが、臨時学級会を開催し、ユウマを亡き者にしようとした。学級会が開催された途端、あやめの名探偵ぶりが発揮、パルくんの超聴覚と飼育委員の能力が決め手となりユウマを亡き者にしようとした誰かを特定することに成功し、ミズキの委員会の能力により解雇された。ユウマを亡き者にしようとしたのは普通のおっさんのような田中ヤスハルだった。しかし、彼はカリンに利用されたことが発覚。彼女がズイを殺害したことを知らないあやめはカリンに「ユウマが会長でないこと」を恐れていることを指摘した後、箱が風紀委員であることを告白。人間サイコロとしてギャンブラーデビューした箱があやめに運試ししようと提案。命懸けでくじを引き見事当たりを引くことに成功。その見返りとして箱は能力によりあやめは会長マーブルではないことを全員に周知した その時、真・マーブルが全員のスマホを没収してしまうハプニングが発生。だが、本物のマーブルではなく服飾委員の能力を悪用した「ステージ3」のユウマの策略だった。彼のせいで絶望の淵に立たされてしまうが、あやめが命懸けでユウマを元に戻すことに成功する。その直後、服飾委員の能力を持っていたユウマはパルくんが所持していた学級委員の能力を得て「ステージ3」の自分もろども無実を証明することに成功。しかし、このゲームの真のテーマは「素行の悪い人間こそ会長マーブルの正体」であることをミズキは承知しており、ユウマが無実である以上、「ステージ3」の彼以上の素行の悪いカリンこそ会長マーブルじゃないかと指摘。カリンは追い詰められ、嘘をついてまで自ら会長マーブルであることを認めるが、実は開票委員の能力を使ってユウマを殺害しようと企むも、ミズキがカリンとキスをしたことにより野望が頓挫されたことで激昂。ミズキを襲おうとするも、パルくんが身代わりとなったことで暴力行為と認定され、体罰教師マーブルの体罰を受け死亡した。その後の学級会で後味の悪い投票にもかかわらず彼女は白であることが判明。そして、あやめ・ミズキ・パルくんからヒントを得て、学級会で同票の場合、冤罪死は回避されるというルールを活用し、自分自身に票に入れることで会長マーブルをあぶりだすという作戦に出る。それは、会長マーブルなら自分自身ではなく他人に投票することを意味していた。会長マーブルの揺さぶりに惑わされながらも、会長以外全員が彼の思惑に打ち勝つことに成功。その読み通り本人以外にユウマに投票した輩が現れたことでユウマは唯一黒板に表示されなかったパルくんこそ会長マーブルだと宣言する。パルくんは言い訳をするも、その前に委員会の入れ替えのきっかけがキスであることを説明。その後の本題の方で「歩きスマホ迷路」終了後のりああかの湯で起きた騒動や、その後の不審な行動がきっかけとなり観念した。パルくんは学ランを脱ぎ捨て、会長スマホと取り出しマーブルマスクをかぶり本性を露わにする。そして、ユウマを冤罪死しようとしたその時、なぜか会長マーブルが氷漬けに…実は、カリンから開票委員を奪ったミズキが、ユウマとキスをしたことで開票委員の能力がユウマに移っていたのだ。そして、あやめが最後のチィかまを与えたことでパルくんは人間の可能性に気づくが、その後、彼女たちの目の前で死体ごと粉々になる形で散り、悪夢のゲーム「匿名教室」は終了した。
ユウマは人事部長マーブルからエクストラゲームが開幕され、全問正解すれば生還できるが、1問でも不正解となれば全員死亡となるクイズで何と全問不正解をたたき出し、全員が爆死？所が、そのエクストラゲームは誕生日を迎えるユウマへのサプライズだった。そして、第6ゲーム「嘘情報島」でアタルがゲームマスターとして立ち塞がる。

### 第3部（別冊連載）
翌日、ネット空間の島を舞台とした「嘘情報島」が開始。アタルによってプレイヤー達はネット空間にある島に入れられてしまい、現実に戻るにはアタルを見つけ出さなければならないことを告げられる。ユウマは2人1組のペアを作って捜索することに、リオン・スズリペアが見つけた地図が送られ、ユウマ・アイジペアは宝の場所と思われる場所に向かう。そこで、イスケ・ヤスハルペアと遭遇。アイジの些細な発言に気づいたユウマにより、釣りであることを悟るが、時すでに遅し、イスケとヤスハルが死亡。ユウマ自身は落ちてしまうも樹にしがみつき、落ちたアイジもユウマに助けられ無事。2人の死を知ったリオンは取り返しのつかないことをしたと悟ることとなった。一方のあやめとサヤカはアタルからのヒントをもとに本物の地図を捜索。そこで地図屋を発見ししらみつぶしに捜索するが、2人とも3つあったライフポイントが1つに減ってしまい、最期のアタルおすすめの地図屋にかけるが、ユウマの一声によりゲームオーバーは回避された。しかし、本物の地図は看板であることをユウマが突き止め、アイジはある人物がいるであろう猫がいる集落に向かい、ユウマ達は後を追う。そして、アイジとサヤカは住人となったこよりと再会。ユウマはこよりにアタルに何かあったのかを問い、こよりはステージ2に豹変し嘘の1つを交える形で一連の経緯を話す。実は、こよりが死んだのはユウマと同様、こよりがユリからCAPされた人物(ユウマとアタルの妹)であったことと、それに追い打ちをかけるようにマーブルの中の人の正体を目の当たりにしたことで「ステージ3」に豹変しユリを襲う。その時アタルがこよりのフォローを外したことでフォロワー0になり死亡したことが判明。しかし、その時に感じた違和感が原因であやめとサヤカ（誌上掲載時はユウマ）は「こよりは嘘つき住人」であることを看破する。それは、「アタルのことが今でも好き」なことだった。しかし、こよりは嘘であることを認めたことで彼女こそ正直者の住人の1人であることが判明。こよりはアタルが自分を殺そうとしていたことに悔し涙をするが、ユウマは彼女に「こよりは大切な妹」と発言し、サヤカからは「両想いしていたこよりに嫉妬していた」ことを告げられ、アタルに関するヒントを与え消滅したが、こよりが語った経緯の中にユリがスマホを拒絶する会に入会する原因である可能性があることをこの時知らなかった。一方、カルアとマモルは住人となったアクトと再開。しかし、彼の発言の中に不自然な違和感を感じたカルアは騙されず彼を制裁。実は、カルアが殴ったのはアクトではなく、彼になりすました九島だった。アクトになりすましたことよりも、いつまでたっても自分の本名を呼んでくれないことに憤慨したカルアは九島を成敗し、マモルは正直者の住人となったキリカから情報を得ることに成功する。時を同じくしてコータとハヤトは、住人となったユイと再会。ハヤトはシャイなコータを尻目に何食わぬ顔をせず彼女と入浴するが、彼女になりすました何者かによってハヤトは殺害され、後ろを向いたコータが第一発見者となってしまう。そして、ユウマは2つのヒントを基にアタルの居場所を割り出した。アタルがいるであろう運動場に島の住人となったハルから新たなヒントを得て、アタルが鏡の奥にいることを看破するが、ユウマが劣化コピーという衝撃な事実が突きつけられる。そして、ユウマとアタルはサッカーで最終対決をすることに。ユウマサイドからはあやめとミズキが参加。アタルは島の住人からメンバーを決めようとしたその時、アイジとサヤカがゲームオーバー覚悟でメンバー入りに名乗りを上げ、サッカー対決が開始する。勝負は2VS2の同点に差し掛かったところ、アイジはユウマの背後にボールを当て「悪夢」という精神の罰でユウマは「ステージ3」に…それが、アタルからへの罠であることを知らずに…アタルの思惑通り、「暴力による死」でユウマをゲームオーバーに追い込もうとする。しかし、友情のミサンガが自ら「ステージ2」に引き戻し、「ステージ3は治療可能」というボールをアタルに当て勝利を勝ち取る。そして、戦意喪失したアタルに代わり真・マーブルが終了宣言をし、プレイヤー達を現実世界に引き戻した。しかし、このゲームはまだ終わっていなかったのだ。そのことを知らないプレイヤー達は、アタルは嘘情報島の設計者であることを明かした後、アイジとサヤカの尽力によりアタルはユウマ達と和解した矢先、アタルはマーブルからの銃弾からユウマをかばい命を落としてしまう。そのことにより、正真正銘「嘘情報島」はクリアしユウマは兄弟のアタルを死に追いやり、こよりに重傷を負わせたマーブルに復讐することを誓うのであった。
頂上にたどり着いたプレイヤーの前に現れた社長マーブルこと恵庭熊は、デスゲームの目的はネットのない世界の創造であることと、スマホを拒絶する会のリーダーを務めている男の正体が彼の弟であることも判明する。恵庭熊からリアアカ社に加わるよう要請するが、ユウマはそれを断り、真・マーブルを相手にした最終決戦「リアルフォロワー合戦」が開始した。スズリはヌルゲーと思いユウマの制止を振り切った結果、マーブルに返り討ちにされ、それに追い打ちをかけるようにカルアを守ったマモルとコータが死亡。狐の仮面をかぶった少女・暮葉なじみは忍者さながらの身のこなしでマーブルの攻撃をかわし、生き残ったプレイヤーと協力してマーブルの攻撃を相殺するが、マーブルの正体がユウマとアタルの父・柏木シンであることが発覚。ユウマの覚悟によりゲーム続行。ユウマは「パルス」というものでマーブルの攻撃力を増大していることに気づき「パルス作戦」を決行。シュウ・なじみ・リオンの3名が犠牲になり、ミズキがユウマの盾となり重体を負う中、ついにユウマの攻撃力が1000万台を突破。マーブルの左腕に殴り攻撃力を喪失した。その直後、ナナコが重傷を負ったまま特殊電解溶液に漬かっているところを目撃したユウマは「ステージ3」に変貌…しかし、アタルの意識によりユウマは正気に戻る。実は、アタルが死亡した際、意識がユウマの肉体に移っていたため、ユウマの「ステージ3」は完治していたのだった。状況を呑み込めないシンは恵庭熊に介錯を求めるが、アタルの命を受けたアイジに阻止され、ユウマはアタルの意識と協力しシンを完全ノックアウトし一連のデスゲームを終わらせた。一方、外もイマリの活躍によりスマホを拒絶する会は空中分解した。その直後、アンティキティラが崩壊をはじめ、救助ヘリが屋上に到着し、ユウマ達全クリしたプレイヤーや救出されたナナコをヘリに乗せた他、デスゲームで死亡したすべてのプレイヤーの遺体を収容し、アンティキティラを後にした。10ヶ月後、ガラケーに変えたユウマはチホ・マルキ・アイジ・サヤカ・ユリ・ミズキ・アタル(の意識)・マグラの7名(+1名。箱は欠席)と共にカルアの出産の為に産婦人科を訪れた。カルアは無事出産し、アクトとの間に生まれた男の子にマモルと名付けた。そして、テレビでネットいじめで自殺と言う内容のニュースが流れるが、ユウマ達はネットのある世界を生き続けるのであった。

## 登場キャラクター

### 主要プレイヤー

#### アタルチーム
柏木 アタル（かしわぎ アタル）
本人の項を参照。
神田 こより（かんだ こより）
第1部のヒロインで後に第3部に登場する少女。5月6日生まれの中学3年生。「ノーアンサー」でアタルが出会った、ユリと瓜二つの容姿を持つ少女。一人称は「ボク」。自称「メモ魔」で色々とメモを取っている。大の猫好きで、「黒歴史裁判」時に晒されたつぶやきのほとんどが猫のことばかりで黒歴史が一切無いほどの深い愛情を持つ（通称:猫歴史）。
気にかけてもらったことに加え、命を救われたことでアタルに対して信頼を抱く。
第2部では名前のみの登場で、「SNS鬼ごっこ」の真のゴール地点であるリアアカ空間で姿を見せていないが、実は「黒歴史裁判」以降でユウマ同様凶悪的な性格に豹変し、広報室長マーブルを殺害したユウマと同じ状況である「ステージ3」に陥ったため、アタルに殺害されたことが第3部の「不謹慎ハンター24時」終了後に判明。その死の真相は、ユウマ達同様現実世界にアタル達と共に帰還した後、自分の出生を知り「ステージ3」に豹変。それに追い打ちをかけるようにマーブルに「ステージ3は治療不可能」という嘘を信じたアタルによってフォローが外されたことによりフォロワー0になったことだった。しかし、「匿名教室」であやめが愛の力で「ステージ3」のユウマを抑え込んだことをシンに指摘され、アタルはこよりの事をどれだけ思っていたか、と反論したが、実際にはこよりへの愛情とともに唯一の肉親のユリを大事にしていたことから、ユリを守るためにこよりを消さざるをえなかったのが実際のところと思われる。「嘘情報島」で正直者の島の住人として第3部に登場した。ユウマ達に自分達の身に何があったことを聞かれ、ステージ2に変貌し嘘の1つを見破れるかどうかのゲームを挑む形で語る。しかし、「アタルのことが憎い」という嘘を言ってしまうも、そのことを認めアタルが自分を殺そうとしたことに悔し涙をする。ユウマからは「妹」と認められ、サヤカから「片想いをしている自分がこよりに嫉妬していた」事を告げられ、アタルに関するヒントを彼らに託し消滅した。再登場の際、ステージ1としての性格とステージ2としての性格を使い分けるなど制御できるようになった。
実は、ユリからCAP技術で生み出された双子の姉妹であり、ユウマ・アタルにとっては妹にあたる存在であることが判明するが、「嘘情報島」で語った経緯の中にユウマが看破した嘘に含まれていなかったこととこより自身が正直者だったことから作中で確信に至ることになった。
ステージ3
こよりの中に潜んでいる「ステージ3」でアタルがユウマのみならず他プレイヤーをも殺害しようとするまでに豹変した張本人。豹変後はユリを殺そうとするが、マーブルに吹きこまれたアタルにこより本人のフォローを外すよう仕向け消滅した。そのことにより、島の住人として具現化したこより自身はアタルに対し愛憎交わる心境を与えた。
星名 アイジ（ほしな アイジ）
中学生。5月5日生まれ。一人称は普段は「僕」であるが、本性を現した時は「俺」に変わる。普段は脆弱な風貌を装っているが、その本性は狂気を逸しており、外道。「ギリギリの瞬間」に快楽を感じるため、「ノーアンサー」では、本来なら死亡確定であるのにも関わらず、審査員の1人が不正したことが理由で突破したり、「黒歴史裁判」では、玄道かち子（げんどう かちこ）のつぶやきを暴き、相互フォローしていた息子の玄道小太朗（げんどう こたろう）を言葉巧みに扇動してフォロワー0で母を道連れに自殺行為を行わせたり、自らフォロワーを減らしたりする。「黒歴史裁判」を通じてアタルに敗北したことにより、強い憎しみを持つと同時に多大な興味を持つ。アタルがリアアカ社と手を組んだのも「黒歴史裁判」以降のこよりの動向についても、彼が関係している模様。
第2部ではアタルと共に「SNS鬼ごっこ」終了直前、真のゴール地点であるリアアカ空間で姿を見せている。旧ゲーム全クリ時のフォロワー数は不明（第1部現在は12名であることは明かされている）。
第3部では第1部の主要プレイヤーの中で唯一マーブルに選ばれた30人の中の1人となった。「リアアカGO」ではトレマニーを使って遭遇したあやめに1歩ごとに充電1%消費する罠を仕掛け即死できる状態にし、メールで呼び出したユウマにもトレマニーで30秒ごとに充電1%消費する毒入り充電にすり替え、あやめを即死に追いやり、ユウマに襲われてもいいように自ら触れている間は他プレイヤーの充電を1秒ごとに1%消費する呪いをかけるも、ユウマの逆鱗に触れてしまい自分が使ったトレマニーによりユウマの毒入り充電を自分のものとすり替えられてしまい、サヤカの助けのあってか即死は免れたものの充電0%で死亡するという快楽を味わうこととなった。「不謹慎ハンター24時」では、箱と対等関係であることが判明。彼が箱をかぶっているときは、威厳な態度で怯えさせているが、外した時は友好的に接していたことがうかがえる。「匿名教室」では、「ステージ3」のユウマをキーとして定めたことでカナタが冤罪死した学級会後、あやめ達と呉越同舟を組むことに。委員会システムを設けた後、保健委員の能力で重傷を負ったプレイヤー達に所持している委員会を答え鍵を開けさせる役目を担っていたが、それにより、あやめが投票委員の能力を悪用した誰かを特定することに成功する。「嘘情報島」での島の捜索では、ユウマと組み、捜索していたところイスケ達と遭遇、リオンが入手した地図の罠に気づかず落下するところをユウマに助けられる。しかし、アタルとの最終決戦では、ユウマと戦いたいのが理由でアタル側に与する。しかし、自分の行動によりユウマを「ステージ3」に変貌させるも、逆にアタルに真実を突き付けてしまい敗北の原因を作ってしまう。最終決戦後は、アタルの一連の行動をサヤカと共に詫びるも、アタルがユウマを庇い死亡したことにより必然的にユウマチームに電撃移籍することになった。「リアルフォロワー合戦」ではアタルの仇をとるため、真・マーブルに応戦し無事全クリを果たした。最終フェーズ全クリ時のフォロワー数は不明。
全クリしたら叶えてほしい“願い”は、現時点では不明。
一条 ルリリ（いちじょう ルリリ）
年齢は28歳（ネット上では21歳）で誕生日は3月10日。本名は一条ゆり子（いちじょう ゆりこ）。
大人気のネットアイドルだが、年齢詐称に加えネットにアップしている写真もメイクや加工を施した虚構であることを序盤に暴露され、失望したフォロワーの大半からフォローを解除されてしまうが、アタルの説得によって数人のフォロワーが残ったことでゲームオーバーを免れた。助けられた感謝の気持ちとしてアタルのフォロワーとなる。
その後、「黒歴史裁判」のグループ作りの際にアタルに呼びかけられる形で再会。アイジからアタルとこよりを守るため、自身のフォロワーの協力を得て戦況を有利に進めようとするも、アイジに黒歴史を暴かれて敗北し焼死してしまう。この時、アタルはルリリと相互フォローしていなかったため、巻き添えを免れた。死亡時のフォロワー数は9人。なお、本作で死亡した最初の主要人物である。そのためか、アタルチームの中では、サヤカとの面識はない。
椎葉 サヤカ（しいば サヤカ）
第1部からの登場。年齢は18歳。数々のファンを持つ有名なスーパーアイドルにして、ミルキーミントの元メンバー。一人称は「私」。卒業後の活動も絶好調でデスゲームに巻き込まれる前にソロアルバムをヒットさせたばかりだった。かわいさで有名になっていたが、その本性はドス黒い。ただし生まれ持っての不謹慎ハンターで正義感が強い。
人気ランキング1位になったことで、全員参加の「リア生ゲーム」でユウマ・あやめペアがたくさんの視聴者を獲得したのに、当の本人が参加していたなら1位になってもおかしくないと評していたが、実際彼女が参加したのは、アタル達が参加した「RTゲーム」であるため、アタル達がいる別のリアアカ空間にいたことを物語っている。彼女自身もランキングを通じてユウマのことを聞いており、死んでほしいと願うアタルに対し必ずゴールすると信じていた。「SNS鬼ごっこ」終了直前、真のゴール地点であるリアアカ空間で姿を見せている。旧ゲーム全クリ時のフォロワー数は不明。
可愛くて有名なのは自分1人だけと自負しており「歩きスマホ迷路」終了後に有名人となったあやめに対抗意識を持ちつつも、アタルに対する好意を明かした。恋することに関しては不謹慎ではないことを熟知しているが、「不謹慎ハンター24時」でつぶやいた本人がノーパンであることをあやめが気づくまで気づかないほど鈍感な一面を持つ。「IDゲッター倶楽部」では同じ有名人であるマグラのチームメイトとなる。「リアアカGO」ではアイジとグルだったことが判明し、充電0%で死亡しかけたアイジの窮地を救った。「リアアカGO」終了直後の葬式が終わった後、アタルの代わりにユウマを殺害することをあやめに宣言するが、実は仲間だったこよりもユウマと同じような豹変に立ち会っており、ユウマが殺人マシーンになる前にユウマ自身を元に戻そうとしていたことが判明。「不謹慎ハンター24時」では、100ポイントに達しあやめと共に本物の銭湯を見つけ安心しきったのか、他プレイヤーの密告によりペナルティを受けたことでミルキーミント時代の「密告」によるトラウマが呼び起されるが、あやめに叱咤され、2人で密告者を探す決意をし、あやめの策により自分達の入浴を覗いていたマグラが密告されていたことを知り自分の代わりに成敗した。その後、マグラが仲間を売ったことに激怒するが、あやめからマグラの真意を言ったことで和解し、彼女のことをユウマのお荷物と認識していたことを謝罪する。ゲーム終了後に、あやめに現在のアタルのことを話すと約束した。「匿名教室」ではユウマを敵視する姿勢を崩していなかったが、同一人物ではあるものの以前のユウマの意識と「ステージ3」のユウマの意識がまったくの別物であったことやユウマ自身が会長マーブルではないことが証明されたことで若干敵意がやわらいでいる。「嘘情報島」でアタルの本性を目の当たりにするが、島の捜索では「不謹慎ハンター24時」に続いてあやめと組む。その際、アイジとペアを組んだユウマと合流しアタルに対する好意が片想いであったこととアタルの本命がこよりであることを明かす。その後、アタルとの最終決戦では傍観者でいたくないのが理由でゲームオーバー覚悟でアタルとチームを組むが、アイジの行動が原因で敗北する。最終決戦後は、アタルの一連の行動をアイジと共に詫びるも、アタルがユウマを庇い死亡したことにより必然的にユウマチームに電撃移籍することになった。「リアルフォロワー合戦」ではアタルの仇をとるため、真・マーブルに応戦し無事全クリを果たした。最終フェーズ全クリ時のフォロワー数は不明。
卒業の理由は自分が枕営業をしていたことを密告されたためと噂されたが、実際はメンバーのチカが枕営業をしていることを目撃し、上層部に報告しようとしたが、チカに冤罪をかけられ、卒業した過去を持つ。
第1部では名前のみの登場であり、アタルやアイジのチームの中で唯一、第1部の主要人物に入っていない。
全クリしたら叶えてほしい“願い”は、「素敵な旦那さん」。

#### ユウマチームと主要協力プレイヤー
向井 ユウマ（むかい ユウマ）
第2部・第3部の主人公 である少年。高校2年生。血液型はB型。一人称は「オレ」。第1部の主人公であるアタルと同じ容姿を持ち、誕生日も同じ12月8日だが、関係は不明。
快活で社交的、「ネットより目の前の友人を大事にしたい」と考える性格だが、実はリアルアカウントのヘビーユーザーであり、友人たちにはそのことを隠している。ナナコとは恋人同士にして幼馴染み。彼女に出会う前に事故に遭い、そのことが原因で幼少期の記憶を失っている。また、額にはそのときの傷跡が残っている。
恋人であるナナコにはデスゲーム開始早々に裏切られる形になったが、彼女の事情を察しており、これ以上巻き込まないためにあえて彼女を突き放し、別れを告げた。相互フォローにより一蓮托生となったあやめに対しては、自分と同じように大切な人に裏切られた絶望に共感を持っており、何かと気にかけている。
この社交的な性格は、実は全て演技であり、本心では似た境遇のナナコ以外の相手とは接していてもつまらないと感じる、非常に冷めた性格をしていた。「大炎上祭」でそれをミズキに暴かれた途端、他人を嬉々として傷つける粗暴かつ凶悪な性格 に豹変し、特に敵と認識した相手 には容赦なく振る舞うようになった。しかし、あやめやミズキ、ナナコのように現在の自分の人格を理解した上でなおも寄り添おうとする相手に対しては仲間として接し、その窮地を救うために行動することもある。
主人公として描かれるのは第2部からであるもののアタルが再登場した後もユウマを中心に描かれているため本作の実質的な主人公になりつつある。
「SNS鬼ごっこ」ではこれまでの暴虐への復讐のため、リアアカ社を潰すことを決意。その過程でDQNマーブルの正体や自らの出生とCAP技術にまつわる秘密、リアアカ空間が現実世界にあることなどを解き明かす。ゲーム終盤ではスタジアムにいたチホら他プレイヤーをCAP技術を用いてリアアカ空間に飛ばすことで、彼らの命を救い、デスゲーム続行不可（＝全クリ）のきっかけを作りだした。また、ナナコとも和解を果たすが、彼女の身柄はリアアカ社に浚われてしまい、取り戻すことが叶わなかった。旧ゲーム全クリ時のフォロワー数は3名（あやめ、ミズキ、ナナコ）。
全クリ宣言から半年後には、マーブルの再出現がきっかけで再びデスゲームに身を投じることとなった。前回のデスゲームの経験等を通じて仲間意識や優しさ、死者を悼む気持ちを持つようになっているが、大切な人間を救うためならば他者を犠牲にする苛烈さ をも持ち合わせている。また、ゲームを通じて大切な人たちが出来ていった結果、死の恐怖等も感じるようになった。
第3ゲーム「リアアカGO」直前にあやめ、ミズキとそれぞれ距離が生じてしまうが、ゲーム中に自身とあやめの命どちらかしか助からない状況であやめが自ら死を選んだ際に、自分の"願い"が「デスゲームが終わった後もここで出来た仲間たちと過ごすこと」であり、そこにはあやめの存在が欠かせないことを自覚した。チホのサポートによりあやめが蘇生した後は、同じく欠かせない存在であるミズキを「箱」から奪還するために行動。デスマッチの過程で自らの思いをミズキに伝え、イマリたちのサポートもあって彼を取り戻すことに成功している。また、このゲーム中の様々な行動により他プレイヤー達に仲間意識を持たせることに成功し、ゲーム後に公開されたアクトの遺言もあって、次第にプレイヤー達のリーダーとして慕われるようになっていく。
第4ゲーム「謹慎ハンター24時」ではアイリとペアを組み、紆余曲折の末他プレイヤーたちをまとめてゲームをクリアするも、終了時にきわめて残酷な新人格ステージ3の片鱗を見せる。その後、突如現れたアタルによる挑発 を受けて一瞬だけ完全に覚醒、以後は自身に眠る凶暴性を強く警戒するようになる。
第5ゲーム「匿名教室」では、「ステージ3」が二度に渡り覚醒、他プレイヤーを窮地に追い込むも、それぞれミズキとあやめの捨て身の行動によって抑え込むことに成功している。また、この際のあやめの行動とその直後のミズキの行動によるカリンの豹変に疑問を持ち、あやめ達の話を聞いて全容を把握すると、必要な準備を整えた後に、第４回の投票で自分に投票するというプランを提案し、会長マーブルを特定し処刑にこぎ着けた。ゲーム終了後には、あやめの発案で誕生日パーティが開かれた。
そして第6ゲーム「嘘情報島」では、アイジと組んで島の捜索している最中に、遭遇したイスケとヤスハルを死なせてしまうも、ついに因縁の弟・アタルと直接対決することになる。「嘘情報サッカー」でアイジの策略により「ステージ3」に変貌してしまうも、友情のミサンガの力で正気に戻ったことで、「ステージ3は治療できる」ことを証明することになり、アタルに真実のボールをぶつけ改心させた。アタルが死亡した際に、アタルの意識が自らの肉体に移ったため、「ステージ3」は完治した。「リアルフォロワー合戦」でバルス作戦を使いプレイヤーを苦しめた真・マーブルの戦闘力を失い、自らの肉体に移ったアタルの意識と協力して一連のデスゲームを終わらせた。最終フェーズ全クリ時のフォロワー数は約1920万人。
その正体は、現在の柏木アタルの双子の兄であり、本物の柏木アタル。交通事故後、両親の手によって密かに逃がされ、記憶喪失のまま児童養護施設で育った。現在の肉体は事故後にCAP技術によって複製されたものであることが「SNS鬼ごっこ」で、そもそも「柏木アタル」という存在自体が出生直後に現在のアタル（元ユウマ）からCAP技術で生み出された ものだったことが「嘘情報島」でそれぞれ明かされた。
全クリしたら叶えてほしい“願い”は、「ナナコやデスゲームで出会ったプレイヤーたち と学校生活を送ること」。
ステージ3
主要要注意敵対プレイヤーの項を参照。
上條 あやめ（かみじょう あやめ）
第2部・第3部のヒロイン。8月27日生まれの高校1年生。一人称は「あたし」。予選にてユウマ同様にフォロワーに見放され、最後に残っていた兄であるショウジからもフォローをはずされかけた際にユウマに声をかけられ、彼との相互フォローによってゲームオーバーを免れる。
男勝りな性格であり、協力を申し出るユウマに対しても、当初は自分に近づこうとしていると勘違いして強い警戒心を抱いていた。しかし、彼に幾度と無く助けてもらったことをきっかけに、徐々に信頼を寄せるようになる。「大炎上祭」で豹変したユウマに対して当初は戸惑いを見せていたが、彼に助けられたことを機に再び同行、最後までユウマと共にゲームを戦い抜いた。この時点でユウマに対する明確な好意を自覚している。旧ゲーム全クリ時のフォロワー数は2名。
たった1回の既読スルーをきっかけに友人たちからいじめられるようになり、デスゲーム開始時点では不登校になっていた。ユウマに対する初期の警戒心やひねくれた振る舞いも、こうした経緯が原因と思われる。自らのトラウマを振り切った第3部以降は、明るくお人よしな、本来のものと思わしき性格に戻っている。また本来のストレートな性格に加え、いじめられた時の経験を生かして、相手の気持ちを考えることが出来るセンスから、チホやサヤカなど険悪な関係になった相手とも仲良くなれる。特にチホと仲良くなったことで、チホのフォロワーだったミツルが主催する「オモチュー.com」の強力なコネクションを最終フェーズで活用できるようになり、フォロワー数の少なさに関わらない強力なパワーを随所で発揮していた。
全クリ宣言から半年後には通信空手を習い、ユウマに土下座を要求する野次馬の一人を殴り飛ばして啖呵を切るなど、精神的に大きく成長しつつある。マーブルの再出現がきっかけでナナコに挑戦状をたたきつける形でデスゲームに身を投じることとなった。「歩きスマホ迷路」でカルアに凡人呼ばわりされたことがきっかけで吹っ切れ、自らの力でデスゲームを生き抜く決意を固めた。
「IDゲッター倶楽部」終了後にユウマの元を訪れて恋心を明かすも、たまたまユウマがナナコとの写真を眺めていたことで失恋したと認識し傷心、ユウマから距離を置くようになる。続く「リアアカGO」ではアイジの策略により自分とユウマのいずれかしか助からない状況に追い込まれ、ユウマを救うため自ら死を選んだ。しかし、直前でチホが身代わり電池を送っていたことで充電が76%に回復していたため即死は免れた。その後、自らの”願い”を自覚したユウマとも和解し、彼の本心をアナキュウを用いて全プレイヤーに放送した。2日目のユウマとミズキのタイマンでは、ユウマが心停止した際、ビリギャを召喚してユウマの蘇生に貢献した。サヤカとは「不謹慎ハンター24時」直前でのユウマの生死を巡り争ったことがきっかけでペアになり、「嘘情報島」での島の捜索でも彼女と組んでいる。「匿名教室」ではユウマを救うために奔走、時に自らの身体を傷つけながらもユウマの疑いを晴らすことに成功し、また「ステージ3」に変貌したユウマをキスと愛の告白で引き戻した。「リアルフォロワー合戦」でパルス作戦でマーブルによって重体を負ったミズキに寄り添った。最終フェーズ全クリ時のフォロワー数は不明（その中に、チホとミツルも含まれている）。
趣味でコケの育成を行っており、植物に詳しい。毒ゴケを使って既読スルーで見放された親友を殺害する計画を立てたこともある。
怒ったユウマが首を掴んだとき、嬌声をあげてしまうほど首が弱い。
「匿名教室」ではアイジに性行為のコラージュを作られてしまうが、「嘘情報サッカー」で処女であることがばれてしまう。その後ユウマと交際することになるが、ユウマがいつまで経ってもなにもしないのでまだ処女のままのようである。
パンツの色はピンク・赤・薄緑色 と回ごとに変わっている。
全クリしたら叶えてほしい“願い”は、現時点では不明。
桜川 キリカ（さくらがわ キリカ）
第2部に登場。2月27日生まれの小柄で気弱なフリーターだが、以前は学校の先生をやっていた。ネカマであり本名は桐谷（きりたに）だが、デスゲーム中は登録名であるキリカの名で呼ばれる。一人称は「ボク」。
「鎮静かまってちゃん」ではリアアカ社に洗脳され、ユウマたちが挑んだかまってちゃんの中の人としてプレイヤーを襲ったが、女性らしくない言動を指摘したユウマにネカマだと見破られ、救出された。最初はあやめに反発されて距離を置かれていたが、「既読スルー撲滅運動」でユウマの既読スルーを阻止し、正式に仲間になる。
「大炎上祭」終了後、凶悪な性格を露にしてあやめやチホから敬遠されるユウマを唯一気遣い、自分なりに彼を慰めたが、これがユウマ達と共に行動するのが最後となってしまった。「SNS鬼ごっこ」では唯一のフォロワーである元妻のリンと合流・共に逃げていたが、2日目の深夜にリンから勇気をもらい、DQNマーブルに立ち向かうも返り討ちとなり、彼女と共に死亡した。死の直前、DQNマーブルがプレイヤーを追跡する仕組みを解明し、それをユウマにメッセージとして託している。
第３部には「嘘情報島」で正直者の島の住人として登場。アクトになりすました九島に拘束されてしまうも、カルアとマモルに助け出され、彼女達にアタルに関するヒントを託した。
藤巻 チホ（ふじまき チホ）
第2部からの登場。3月5日生まれの女子大生。一人称は「私」。「悪いいね!ゲーム」の最初の通過者だが、公開されたのが彼氏である犬形コウジ（いぬがた コウジ） 宛の過激な写真だったために世間や男性参加者から注目を浴びてしまい、以後は素顔を隠すためにメガネをかけるようになった。
しかし、広まった画像がデジタルタトゥーと化したことで彼氏に見放された上、興味本位の視線や詮索に晒され続け、「既読スルー撲滅運動」時には自殺を考えるところまで追い詰められた。しかし、ミズキに殺害（自殺幇助）されかけたところをユウマ達に救われ、ユウマがミズキに撮られた「一番恥ずかしい写真」を自ら晒した行為に勇気をもらって立ち直り、以後はユウマたちと行動を共にする。「大炎上祭」で一度は出来心からユウマ達を裏切ってしまうが、窮地に陥ったところをあやめに助けられ、彼女と仲良くなった。以前はユウマに恋心を抱いている様子だったが、この出来事以降はあやめに対して別れ際にキスをするなど非常に好意的になった。
「SNS鬼ごっこ」ではあやめと共に行動するも途中ではぐれ、最初のミッションを果たすため、コウジに変わる唯一のユーザーであるミツルのもとを訪れ、彼を仲間に引き入れることに成功した。その後、2つ目のミッションをクリアするために訪れたユウマ達とも合流。最後のミッションが発令された後、命惜しさからユウマ達と別れスタジアムに向かうが、スタジアムが偽のゴールであることを到着時にあやめから知らされ、死を覚悟し、あやめとの最後の電話をし、チホの死を悲しむあやめの涙を糧に笑って死亡した。しかし、ユウマがCAP技術を用いてスタジアムにいたプレイヤーと共にリアアカ空間に飛ばされたことで無事生還を果たす。旧ゲーム全クリ時のフォロワー数は2名（もう1人は誰かは不明）。
全クリ宣言から半年後には、弁当屋でバイトしている。マーブルに選ばれなかったため、プレイヤーとしては戦線離脱しており、「逆リアルフォロワー診断」であやめのフォロワーとなった。直接的にゲームには参加していないが、あやめの無事を祈って滝行するなど現実世界で必死に戦っている。「リアアカGO」では渋谷ヒカリヘのスカイデッキにあるリアスポットで身代わり電池をゲットし、あやめの窮地を救った。「リアアカGO」終了直後には、あやめに失望したフォロワー達が別のプレイヤーに押し変している事態に直面し、全裸になったり、ユウマとミズキを同時フォローして彼らに啖呵を切ったりしている。これにより失望したプレイヤーたちが戻ってくることはなかったが、ミツル達を奮い立たせることに成功した。
蔵科 ミズキ（くらしな ミズキ）
第2部からの登場。4月19日生まれの青年。自殺サイト「黒い水槽」 の管理人。一人称は「ボク」。陰鬱な雰囲気を漂わせており、よく生肉を頬張っている。「リア生ゲーム」でパートナーを刺して苦痛を与える映像を配信する、「鎮静かまってちゃん」で中の人の自我を壊す、「既読スルー撲滅運動」でゲーム終了のスタンプを奪い消去する、などの残酷な振る舞いを平然と行う。また、絶望した人間の写真を撮り集めることと、自分の同類であり「からっぽ」であるとみなしたユウマに強く執着する。
絶望した人間の写真を集めているのは、自殺した絵本作家の母・蔵科リツコ（くらしな リツコ）ともう一度会うために、彼女の最後の作品に出てくる「ぜつぼうのくに」に行く“通行料”としてそれが必要だと思い込んでいたためであった。しかし、「大炎上祭」でユウマによってそれが誤り であるということを暴き立てられ、自身が絶望することとなった。その後は自身の世界を壊したユウマを「新しい支配者」と認識して懐き、彼についてくるようになった。
全クリ宣言から半年後の時点では、オリジナルのユウマの遺体を自宅に飾り付けて保管していることが明らかになっている。新ゲームから新たに参戦したコトコのことは、彼女に殺害された被害者の親族が「黒い水槽」に来たことがあったため知っていた。
新ゲームスタート時、以前より弱くなった ユウマを見て精神的に不安定になったところを箱に付け込まれ、「新しい世界」で生きるためにユウマを殺害しようとする。この時は箱による洗脳めいた手口も相まって、ほとんど発狂したような状態になっていた。しかし、「リアアカGO」内でのユウマとのデスマッチによって、ユウマやあやめからの友情を知ったこと、自身もまた「支配」ではなく「仲間」を求めるようになっていたことを思い出して箱の支配を断ち切り、ユウマたちの仲間に戻った。
「匿名教室」では、自分と同じような要素を持つアイジを嫌っていたが、カナタが冤罪死した学級会でユウマを救ってくれたことがきっかけで、一時彼と手を組むことになる。その後、ユウマを生存させるために他プレイヤーを重傷に追いやる「殲滅作戦」という外道な作戦 を決行する。この作戦は投票委員の企みによって中止され、以後はあやめ・パルくんとも協力してユウマを助けるために動くこととなる。ちなみに、ミズキ自身はユウマが本当に黒幕であったとしても、自分を含むほかの全員を殺害することで彼を生かそうと考えていた。
常に折り畳み式のナイフを携帯している。自殺サイト管理時代から「何人もの死を間近で見てきた」ため、傷の危険性や死因の判別等が得意。また、相手の隠している本心を見抜くことが多く、「匿名教室」では、カリンの本心を見抜いた上で開票委員を奪ったことが評価され、「嘘情報島」での島の捜索ではなじみと組むことになった。「リアルフォロワー決戦」でユウマの作戦中に襲いかかるシンの拳から守り左腕を失うなどの重体を負い、すべてが終わった後、一命を取り留めた。旧ゲーム全クリ時のフォロワー数・最終フェーズ全クリ時のフォロワー数は共に不明（前者の方は少なくともタマエ・ミツルの2名が確認済み）。
全クリしたら叶えてほしい“願い”は、「ユウマに形も残らないくらいグチャグチャに惨殺されること」。ただしこれは「リアアカGO」以前の発言であり、それ以降に変化した可能性もある。
愛沢 マグラ（あいざわ マグラ）
第3部に登場。新たに参戦したプレイヤーの1人でパイナップルを思わせる髪形をした人気ミューチューバー。一人称は「オレっち」でユウマのことを「ユウマっち」、ミズキのことを「ミズキチ」と呼ぶなどのチャラチャラした言動の持ち主。ちなみにパンツはトランクス派。
第1ゲーム「歩きスマホ迷路」でユウマに対しいたずらを画策するが、ラッシュアワーを機に共闘する。ミューチューバーの必需品と言える道具を所持しており、そのうちユウマへのいたずらに使用したバナナの皮がプレイヤーたちが第1ゲームで完全勝利することにつながり、またバールによってプレイヤーに紛れ込んだ会長マーブルの存在が明らかとなった。
「リアアカGO」では、ユウマのあやめやミズキとの関係悪化を気にかけ、「誰かを大切に思っているならば、きちんと伝えないと離れて行ってしまう」「そもそもこのゲームをクリアしたら何をしたいのか」という言葉をユウマに投げかけた。2日目のハカセマーブルとの対決の際はスケルピッグを召喚、これがきっかけとなりユウマ救出に貢献している。第1ゲーム以降、ユウマ達に色々と協力しているため、サヤカからはあやめの仲間と認識されている。ミューチューバーの性なのか、根っからの覗き魔であり、「歩きスマホ迷路」終了後のりああかの湯や「不謹慎ハンター24時」で女湯の覗きを行い、そのたびに成敗されている。
「不謹慎ハンター24時」では、ゲームで生き残るためにあやめとサヤカを密告したり、ズイの信奉者になったりしたが、前者はあやめ達に仕返しをされた際に「生き残るためなら何でもやるのはお互い様」と互いに納得して和解、後者はユウマの勇姿に自らの初心を思い出してズイの元から離反、ユウマをかばって攻撃を受けたため、特にわだかまりは生じていない。また、離反の際に偶然カリンから奪ったあるものが、ユウマの勝利に繋がった。
「嘘情報島」での島の捜索では、「リアアカGO」でユウマを苦しめた箱と組むことになった。ハヤトの死を知った際には涙を流して悲しんでいる。また、「嘘情報サッカー」では実況役を務める。「リアルフォロワー合戦」では真・マーブルに応戦し無事全クリを果たした。最終フェーズ全クリ時のフォロワー数は不明。
彼がミューチューバ―になったのは、父親をフォロワー0で死なせてしまい、廃人と化した恋人のチヅリを笑わせるためであり、全クリしたら叶えてほしい“願い”も「チヅリをもう一度笑わせること」。
桜芽 カルア（さくらめ カルア）
第3部に登場。新たに参戦したプレイヤーの1人で「童貞喰い（チェリーイーター）」の異名を持つドS系のAV女優。なお、女もいけるクチ。一人称は「私」。ドMのAV男優と経験しているため、経験のないあやめに対抗心を抱いている。また、露出狂の気があり、テンションがあがったり気合を入れようとしたりする時には下着姿・全裸になる。
元はさる名家の令嬢で、幼いころから各分野で1番を目指すために英才教育を受けていたため、相手の性体験の熟練度を判別できるほどの精度を持つ圧倒的な知覚能力の持ち主に成長した。その才能ではじめて集めをし、ゆくゆくは世界中の童貞を0人にする野望を抱く。そのためか、仲間意識はもろいと考えている。
ユウマに秘密にしていたほくろの位置 を見られたことでユウマの童貞を奪おうと逆レイプを企てるが、駆けつけてきたアクトと一触即発となり、これらの経緯がきっかけで「IDゲッター倶楽部」でユウマのチームメイトとなった。ゲームを通じて犬猿の仲だったアクトと意気投合して結ばれ、「リアアカGO」でも彼と共に行動し、ユウマ救出にも貢献する。しかし、旅人の宿屋でハカセマーブルに襲撃され、アクトによって彼自身の死と引き換えに命を助けられた。その後は、アクトの仇をとるために1人ハカセマーブルに立ち向かい、終盤でユウマ達と合流。ハカセマーブルの打倒をユウマに託し、あやめとミズキが足止めをしている間にアクトの銃をハカセマーブルの足に発砲することで動きを封じた。また、ゲーム終了後はAV女優を引退することを決意する。
アクトの死の直前に彼と性行為を行い、妊娠している可能性がある。そのため、「不謹慎ハンター24時」以降は自身の身体を気遣うようになった。「リアルフォロワー合戦」ではマモルの捨て身により真・マーブルの拳から庇われるも、真・マーブルに応戦し無事全クリを果たした。最終フェーズ全クリ時のフォロワー数は不明。全てが終わった後は、お腹の中にアクトの子を妊娠。10か月後に男の子を出産し、マモルと名付けた。
全クリしたら叶えてほしい“願い”は、「世界中から童貞男性をなくすこと」だったが、現在は別のものになった模様。
冴島 アクト（さえじま アクト）
主要プレイヤーとしては第3部に登場しているが、旧ゲームのクリアプレイヤーであるため第2部からの登場。そのため、「SNS鬼ごっこ」終了直前、真のゴール地点であるリアアカ空間で姿を見せている。一人称は「己（おれ）」。
年齢は20代後半。かなりの露出狂でかつふさわしい相手と結婚するまでしないと誓うほどの童貞。その露出した姿に反し、職業は警察官。慈悲深く正義感の強い性格の持ち主で、総理の死により16万近くの人間が死亡した際に憤りを感じたり、落下した九島を助けるなどしている。また、虎鉄という愛犬を飼っており、本人いわく自分お手製のドッグフードしか食べないとのこと。
ユウマがカルアに逆レイプされそうになった所に駆けつけるが、カルアと一触即発となり、これらの経緯がきっかけで「IDゲッター倶楽部」でユウマのチームメイトとなった。ゲームを通じて犬猿の仲だったカルアと意気投合し結ばれ、「リアアカGO」でも彼女と共に行動している。2日目のハカセマーブルとの対決の際は、カルアと共に取り残され、マグラが召喚したスケルピッグにより身を隠すが、あやめ・マグラと共にユウマを救出した。しかし、旅人の宿屋でカルアとともにいるところをハカセマーブルに襲撃され、充電を1減らす呪いをかけられて共に絶命の危機に陥る。この時、所持していた「電脳天使の祝福」 をカルアの命を救うために使用し、死亡するまでの30秒間に彼女と性行為を行い、カルアの思い遣りに感謝して充電0で死亡した。旧ゲーム全クリ時のフォロワー数・死亡時のフォロワー数は共に不明。最終フェーズに参加する旧ゲームのクリアプレイヤー初の死亡者となり、ユウマに関わった主要人物で死亡したのはキリカに次いで2人目となった。形見であるスマホと銃はカルアが受け継ぎ、スマホはユウマの手に渡った。「リアアカGO」終了後、自らの遺言をカルアが読み上げた。しかし、「嘘情報島」では、九島が自分になりすます形で再登場する。
高校時代、ともに風紀委員を務めていた少女「通称・風紀の君」に片思いをしていたが、彼女は教師と恋に落ち、それが公となったことで二人ともに学校を追われた。これがきっかけとなり、アクト自身は規律を非常に重んじる性格となった。しかしその数年後、彼女が教師と幸せな家庭を作っていたことを知り、規律を踏み越えた先にみられる笑顔があることも知った。こうした過去の経験が、カルアと思いを通わせる一因となった。
全クリしたら叶えてほしい“願い”は、「世界平和」。
パルくん
第3部に登場。新たに参戦したプレイヤーの1人（もとい1匹）で、茶色いポメラニアン。性別はオス、一人称は「オレ」。携帯電話会社のCMに引っ張りだこのイヌ科最強の有名天才犬。人語を理解でき、スマホのスタンプとメッセージ機能を利用して会話が可能。ユウマとリオンからは「パル公」、ミズキからは「犬くん」と呼ばれている。過去にミューチューブにて自分専用のアカウントで「天才犬パルくん」の動画を配信して話題を集めていた。パルメザンチーズが名前の由来だが、チィかまが大好物で、それを食べると聴覚が急激に上昇する。
「逆リアルフォロワー診断」でサヤカを抑え人気1位になり、最下位を免れたあやめに懐き、「IDゲッター倶楽部」であやめのチームメイトとなる。幼少時に人間から不遇の扱い を受けていたため、見た目の可愛さに反してかなり腹黒い思考回路を持つ。「リアアカGO」ではリオンとともに行動し、2日目のハカセマーブルとの対決の際はあやめ・マグラと共にユウマを救出した。「不謹慎ハンター24時」でもリオンとペアを組んで参加。終了後には「ステージ3」について苦悩するユウマの部屋を訪問、お手製のスタンプで慰めた。
「匿名教室」でもあやめに協力し、ユウマの顔を舐めたりして彼を励ましている。投票委員の能力で臨時学級会が開かれた際には、あやめの飼育委員の能力と自身の超聴覚を駆使し、投票委員がヤスハルであることを突き止めるのに成功した。また、あやめが箱との条件付きの運試しに挑んだ際も、彼女を勇気づけようと傍に寄り添い、抱きしめられている。激昂したカリンがミズキに襲い掛かった際は、彼をかばって代わりに切り付けられた。
実は、彼こそが「歩きスマホ迷路」直後に存在が発覚した「会長マーブル」の正体。デスゲーム開始以前からリアアカ社と協力関係にあり、「会長マーブル」用の専用スマホも支給されていた。顔を舐めてユウマを慰めたのは「唇同士が触れ合うと能力が入れ替わる」という裏ルールを用いてユウマの能力を奪うため、ミズキをかばったのはカリンを確実に体罰死させて口封じをするためであり、あやめの傍にいたのも彼女たちの苦しむ様を特等席で眺めて楽しむためであった。
「匿名教室」終盤にて、すべての謀略をユウマに看破され、自ら「会長マーブル」マスクをかぶって己の正体を明らかにした。最多票を獲得したユウマを処刑しようとするも、それを見越したユウマに「開票委員」の能力を使用されたことで、逆に自らが処刑の対象となる。死の直前、あやめによってマーブルマスクを外され、チイかまと共に思いやりを与えられたことで人間の優しさを改めて理解するも時すでに遅く、あやめ達の目の前で死体ごと粉々になる形で砕け散った。死亡時のフォロワー数は不明。
パルくん（会長マーブル）
会長マーブルの項を参照。
三角 マルキ（みかど マルキ）
第2部からの登場。生存している第3部の新規主要プレイヤーの中で唯一の旧ゲームのクリアプレイヤーで、鬼の角がついたカチューシャをつけている銀髪の少女。年齢は14歳だが、ロリ界隈ではババアと言われてしまうため11歳と偽っていた。一人称は「私」。
旧ゲームではユウマたちと一緒のリアアカ空間にいたため、「リア生ゲーム」で視聴者数1位の座をユウマ達に取られた。「大炎上祭」ではユウマ達とは別のチームで参加しクリアを果たしている。「SNS鬼ごっこ」終了直前、真のゴール地点であるリアアカ空間で姿を見せている。旧ゲーム全クリ時のフォロワー数は不明。
常に沈着冷静な毒舌家で、著名な格言やことわざをアレンジしたような「オリジナル格言」を会話のあちこちに挟む。10歳でアメリカMITの博士課程を修了し帰国した後、リア生テレビの「生主」としてネット番組を配信、その幼く愛らしい外見とドSな言動で人気を博していた。観察眼も鋭く、「歩きスマホ迷路」ではパルくんの走った透明な攻略ルートを初見で覚えたうえで完璧になぞったり、経理課長マーブルが課長マーブルへのおおまかな指令をしていたことを看破したりした。「IDゲッター倶楽部」ではマグラのチームメイト。
実はこれらの言動はすべて生主としてのキャラづくりのためのもので、上記の経歴もすべて嘘。本来の性格は無邪気で人懐っこく、語尾に「なの」をつける。「リアアカGO」ではユウマ達とのモンスターの交換の際にユウマに真意を見抜かれ、カメラの死角を利用し素の自分をさらけ出した。その後、交換に応じ「カメラの死角にユウマ、あやめ、マルキの3人がいるときだけ素の自分をさらけ出す」という条件で協力関係を結んだ。2日目のハカセマーブルとの対決の際は、マグラが召喚したスケルピッグにより身を隠し、あやめ・マグラと共にユウマを救出した。「不謹慎ハンター24時」ではペアを組んでいたコータに「キャラ作りがサムイ」と言われ、追い打ちをかけるように雑誌を読みながら自慰をする男性のホログラムで動揺するも、自身の直感とコータの知識で誤解答を回避する。この時、動揺のあまり完全に素になってしまい、ドS好きのフォロワー達から見捨てられる恐怖に怯えたが、逆にフォロワー達からは「ギャップ萌え」・「毒舌天使じゃないけどこれはこれでアリ」と絶賛され、コータに感謝した。「嘘情報島」での島の捜索では、コータの顔なじみであるシュウと組む。「リアルフォロワー合戦」では真・マーブルに応戦し無事全クリを果たした。最終フェーズ全クリ時のフォロワー数は不明。
全クリしたら叶えてほしい“願い”は、現時点では不明。
色条 リオン（しきじょう リオン）
第3部に登場。新たに参戦したプレイヤーの1人でテレビで有名な天才ナンパ師で、死にゲーメンタルを参考にした門外不出の色恋方程式（テクニカルロマンス）を使って女性たちをナンパしてきた。一人称は「オレ」。「IDゲッター倶楽部」ではあやめのチームメイトとなるが、OLマーブル相手に得意のナンパでIDを聞き出す。あのゲームの一件により、パルくんに頭をかまれたことで彼を「クソ犬」呼ばわりしたり、あやめを巡ってユウマにライバル心を抱いている。「リアアカGO」では、パルくんに引っ付かれている。2日目のハカセマーブルとの対決の際は、マグラが召喚したスケルピッグにより身を隠すが、あやめ・マグラと共にユウマを救出した。「不謹慎ハンター24時」ではパルくんとペアを組むが、終盤マグラ・カナタペアと共にズイに入信を進められるが、あやめに阻止されたことで入信したふりをする。しかし、ズイが勝利宣言をした際、ユウマの罠に引っかかったことでポイント保守のために拒否したことに加え、アイジ・箱ペアにポイントを奪われたことでユウマが正しかったことを悟り離反する。しかし、「不謹慎ハンター24時」終了後にアタルが突き付けた真実に豹変したユウマを見て驚愕し、ユウマが「自分に近づくな！」という忠告を受け入れる。その後、スズリと性行為していることが判明し、「嘘情報島」での島の捜索では、彼女と組んでいる。その際、住人から地図をもらい、全プレイヤーに拡散するが、イスケとヤスハルがその罠で死亡したことをユウマに送信されたことで、嘘のダブルパンチを受けてしまう。「リアルフォロワー決戦」で真・マーブルの攻撃で左肩に重傷を負うが気合で持ちこたえるも、パルス作戦でシンから逃げきれないと悟り、自身のフォロワーにフォローを外すよう要請したことでフォロワー0で死亡した。旧ゲームではフォロワー0で死亡するプレイヤーが数多くいたが、最終フェーズでフォロワー0で死亡したのが彼が唯一となった。もし仮に、死亡せずに粘っていたら、彼も全クリしていたといえる。
「逆リアルフォロワー診断」の投票時に、ナンパした女性と性行為するというはしたない姿をさらした。
全クリしたら叶えてほしい“願い”は、「ハーレムを形成すること」。
明里谷 ユイ（あかりや ユイ）
第3部に登場。新たに参戦したプレイヤーの1人で現役の陸上部員にして、水泳経験者である褐色肌 の体育会系の女子高校生（2年）。一人称は「ユイ」。「IDゲッター倶楽部」ではミズキのチームメイトとなるが、ミズキと箱が戦力外に等しかったため、自らOLマーブルにIDを聞き出すが、その最中で箱の本性とミズキの豹変を目の当たりにしてしまう。「不謹慎ハンター24時」ではペアを組んでいたハヤトが不謹慎でないつぶやきをハントしてしまい、彼の巻き添えを食らう形で不謹慎ハンターマーブル軍団からのペナルティを受けるが、ハヤトに庇われたことで大事に至らなかったものの、ズイの密告によりマッチョ風の不謹慎ハンターマーブルが持つハリセンで斬首され死亡。死亡時のフォロワー数は不明。ハヤトが不謹慎でないつぶやきをハントし、治療を受けていた場所にズイのスマホの場所に気づかなかったことが死の遠因となったが、ユウマは彼女の犠牲で密告者が中にいることを知ることとなり、イスケに疑いを向けられるも、ペアを組んでいたハヤトによりズイが密告者であることを知ることとなる。それと同時に「リアアカGO」終了時で200万超えだった巻き添え死のフォロワー数が300万人を超えたこともコータの情報収集で明らかとなった。その後、「嘘情報島」で、何者かがなりすます形で再登場しハヤトを死に追いやる。
全クリしたら叶えてほしい“願い”は、間接的であるがズイに殺害された（不謹慎ハンターマーブルに斬首された）ため不明。
穂村 アイリ（ほむら アイリ）
第2部からの登場。「麗人」を自称する美女。一人称は「私」。「大炎上祭」ではユウマ達のグループメイトで、ハヤトの借金滞納記録と熟女のブックマークを暴くが、自らの個人情報を明かすことも、ミズキに暴かれることもなかった。「SNS鬼ごっこ」終了直前、真のゴール地点であるリアアカ空間で姿を見せている。「IDゲッター倶楽部」ではトワチームの一員としてハヤト・トワのチームメイトとなるが、事実上トワチームのリーダーを務める。ハヤトからは「アイリ姐さん」と呼ばれ慕われている。
常に優雅に振る舞うが、その本性はあらゆる場面で「美しい」ことのみを優先する歪んだ美意識 の持ち主。また、炎を「この世で二番目に美しいもの」として好み、自らが生存している喜びを表すために葬式の祭壇に放火する危険人物でもある。
「不謹慎ハンター24時」では、プレイヤーの中で「一番醜い」と評したユウマとペアを組むことになった。ユウマの過去を知っているため、彼にその事実を突き付け「偽物」と非難したが、逆に欠けた記憶のピースが埋まったことで感謝された。
実は現在名乗っているアイリという名は双子の姉の名前であり、本名は穂村アイラ（ほむら アイラ）。美しい姉とは逆の非常に醜い顔で生まれたため、自分の顔を嫌って常にお面をつけて生活していた。家が火事になった際に自殺を図ろうとして姉に助けられるも、姉自身は死亡。アイラは周囲の誤解で「穂村アイリ」だと思われ、焼け爛れた顔を美しい姉のものに整形された。このことから、自身の美しさと炎を偏愛するようになる。
「不謹慎ハンター24時」の2度目のペナルティで顔を傷つけられた際には強く取り乱したが、ユウマに現在の美しくない姿を突きつけられ、自分たちはどちらも偽物同士だが足掻いて生きていくしかないと諭されたことで、ユウマと和解。この時に出来た額の傷を大切に思うようになるとともに、ユウマには本名の「アイラ」で呼んでほしいと思うようになった。
「匿名教室」では文章の癖を会長マーブルに利用され、その正体だと周囲に判断されたために、他のプレイヤーたちの投票の元に氷漬けにされた後、粉々に砕け散った。死の瞬間まで「美」への矜持を貫いて美しい微笑を保つとともに、会長マーブルに啖呵を切り、ユウマを激励した。また、自分を黒と推理したミズキを責めず、むしろ自分が癖に気づくのが遅すぎた・誤解を解くために動けなかったことを悔いていた。
旧ゲーム全クリ時のフォロワー数・死亡時のフォロワー数は共に不明で、旧ゲームのクリアプレイヤーの死亡者はアクトに次いで2人目となった。全クリしたら叶えてほしい“願い”は、偽物の仮面をかぶっている当時は「永遠の美貌」または「世界中の醜い人間の抹殺」であるが、ユウマによって外された後は「永遠の美貌」のみに絞り込んだ模様。
叶 ハヤト（かのう ハヤト）
第2部からの登場。エレキ系の不良のパンクロッカー。年齢は27歳で一人称は「オレ」。「大炎上祭」ではユウマ達のグループメイト。熟女好きかつかなりのドMであるが、かなりの借金滞納者で、前者のことを自ら明かしたが、後者のことをアイリに暴かれてしまう。「SNS鬼ごっこ」終了直前にリアアカ空間に姿を見せなかったが無事全クリを果たし、第3部で再登場する。
実は、お小遣いを貯めて買ったギターを叩き割れないほどの極度のビビり症。そのため、プレイヤーの誰よりも死の恐怖におびえており、デスゲームを終わらせることを望んでいた。その一方で、経理課長マーブルが死亡した際、リアアカ社をテロリストと認識をしながらもあまりにも罰ゲームのエグさに「ひどすぎる」と同情することも。
「IDゲッター倶楽部」ではトワチームの一員としてアイリ・トワのチームメイトとなるが、参謀格として4人目までOLマーブルたちのIDを聞き出すことに成功するが、トワの暴力で解決しようとする精神に対してイカれてると評した。「リアアカGO」の2日目では、プレイヤー達の司令塔としてハカセマーブルの現在の場所を特定しアナキュウでほかのプレイヤーに伝える役目をする。「不謹慎ハンター24時」では、アイリやマモル同様真っ先に殺害されるタイプであることが判明。不謹慎でないつぶやきをハントしてしまい、不謹慎ハンターマーブル軍団からのペナルティを受ける。ユイの死により虚無感に襲われ、ユウマが脱出を提案したことで自分が凡人であることを認め、捨て身の行動で密告者のスマホを叩き割ることに成功する。ズイによる不謹慎インディアンポーカーでは広報室長マーブルが500ポイント奪うルールになったことで、命がけで庇うあやめやミズキを見て怯えたのをユウマに見られ、ズイとの交渉で解放され、単独でハントを再開したが、アイジと箱にハント対象物を根こそぎ獲られて苦境に陥り、勝ったユウマを密告するが、その際にカッコ悪い自分に気づき、自らユウマ達を救出することで臆病を克服する。そして、30秒のペナルティ覚悟の路上ライブが功を奏しユウマに逆転の突破口を見つけ出すことに成功する。「嘘情報島」での島の捜索では、シャイなクイズ王のコータと組む。しかし、ユイと再開し、入浴したのもつかの間、ユイになりすました何者か に殺害され死亡。旧ゲーム全クリ時のフォロワー数・死亡時のフォロワー数は共に不明。旧ゲームのクリアプレイヤーの死亡者はアクト・アイリに次いで3人目となった。プレイヤーの誰よりも死に怯えていた彼だったが、恋人（になりすました誰か）の腕に抱かれて死ぬという皮肉な結末を迎え、そのことを知ったマグラは涙ぐんだ。
全クリしたら叶えてほしい“願い”は、ユイに成りすました何者かに殺害されたため不明。
芽賀 コータ（めが コータ）
第3部に登場。新たに参戦したプレイヤーの1人で関西弁をしゃべる中学生クイズ王。年齢は14歳。一人称は「ボク」。躊躇なく飛び込み安全を確認したユウマを見て確信するなど用心深い。また、ゲーム中に偉人や重要な情報に関する雑学を披露している。ラッシュアワー時はシュウとペアを組む。「IDゲッター倶楽部」ではチームリーダーとしてカリンらを引っ張る。「リアアカGO」では、プレイヤーたちにためにモンスターの出現する場所を特定するなど情報収集をする。「不謹慎ハンター24時」ではマルキとペアを組む。300ポイント近くに達した後、マルキのキャラがサムイと批判する。しかし、性行為を鑑賞や女性の裸を見るのに関しては過敏であるため、マルキ同様狼狽えていたが、いざ狩ろうとしたその時、マルキの漫画マニアとしての知識で阻止された拍子で雑誌の表紙に記されたある文字に気づき、自ら収集した情報で誤解答を回避した。「匿名教室」終了後のユウマのサプライズ誕生会ではエクストラゲームと称してゲームマスター・人事部長マーブルに扮し、ユウマにクイズを仕掛けた。「嘘情報島」での島の捜索では、臆病を克服したハヤトと組むが、そのハヤトがユイになりすました何者かに殺害され、彼の死体の第一発見者となってしまう。「リアルフォロワー決戦」で真・マーブルの攻撃により致命傷を負い、マルキを先に行かせた後に息絶えた。死亡時のフォロワー数は不明。初登場当初から全クリ大本命の1人と思われていたが、全クリ直前でゲームオーバーになってしまうなど理不尽な扱いを受けた。
全クリしたら叶えてほしい“願い”は、マーブルにやられたため不明。
本編ではチョイ役で登場しているが、10巻ではミニコーナー「クイズ王 芽賀コータの雑学コーナー」の司会として登場。
久世 シュウ（くぜ シュウ）
第2部からの登場。元ネイビー所属の軍人で現役の格闘家。一人称は「オレ」。「SNS鬼ごっこ」終了直前、真のゴール地点であるリアアカ空間で姿を見せたプレイヤーの1人で、かなりの大食漢にして頭に×印の傷があるスキンヘッドの男。我を忘れて暴走するマーブルを素手で抑えたり、コータを片手で持ち上げる程の腕力の持ち主で、マーブルが無差別に殺害した際はユウマ・アクトと共に勇敢に立ち向かった。
「歩きスマホ迷路」でコータを助けて以来、「IDゲッター倶楽部」・「不謹慎ハンター24時」を除いて彼と共に行動している描写がある。その「不謹慎ハンター24時」でスズリとペアを組み、マグラ達3人と1匹が遭遇した時点で入信するが、ズイが勝利宣言をした際、ユウマの罠に引っかかったことでポイント保守のために拒否したことに加え、アイジ・箱ペアにポイントを奪われたことでユウマが正しかったことを悟り離反する。しかし、「不謹慎ハンター24時」終了後にアタルが突き付けた真実に豹変したユウマを見て驚愕し、ユウマが「自分に近づくな！」という忠告を受け入れる。それでも、「不謹慎ハンター24時」の一件でユウマに恩義がある。そのためか、ユウマが会長マーブルでないことを露呈された後、潔く謝罪している。「嘘情報島」での島の捜索では、旧ゲームのプレイヤー仲間のマルキと組む。「リアルフォロワー決戦」でユウマの作戦中に襲いかかるシンの拳を受け死亡した。旧ゲーム全クリ時のフォロワー数・死亡時のフォロワー数は共に不明。旧ゲームのクリアプレイヤーの中では4人目の死亡者で、死亡する際、死を悟ったかのような描写があった。
全クリしたら叶えてほしい“願い”は、「資金援助」。

#### 主要敵対プレイヤー
星名 アイジ（ほしな アイジ）
蔵科 ミズキ（くらしな ミズキ）
上の2名は本人の項を参照。
九島 ダイキ（くじま ダイキ）
第3部に登場。新たに参戦したプレイヤーの1人でお笑い芸人。一人称は「俺」。新参者であるため旧ゲームに参加した箱以上に臆病であり同じく旧ゲームをクリアしているシュウをうらやむ。
ラッシュアワー時でマーブルカーに轢かれ転落するが、アクトに助けられそのままペアとなる。「IDゲッター倶楽部」ではコトコ・マモルとチームを組む。「リアアカGO」で本性を現し、ユウマがゲットしたレアものを奪うため4体のスカウチョを召喚するが、奪ったのがドヤネズミばかりだったため、ビリギャを召喚してユウマたちに攻撃を仕掛けるも、ユウマが召喚したカガミシのカウンターにより返り討ちにされた。その後、仲直りするふりをしてユウマに交換を持ちかけるも、イカサマと見抜いたミキヤに阻止される。3日目の午後、ハカセマーブルのアナウンスを頼りにミキヤのモンスターを奪おうとしたが、ハカセマーブルに遭遇し死亡。お笑い芸人として一発屋で終わっていた彼だったが、人生までも一発屋で終わることとなった。死亡時のフォロワー数は不明。その後、「嘘情報島」では、島の住人として再登場し、正直者のキリカを拘束した上でアクトになりすましカルアとマモルを死に追いやろうとしたが、不自然な発言が原因でカルアに成敗された。このことから、死してもなお、極悪非道さが前面に出していることになる。また、再登場の際に、パンツがトランクス派であることも死後に判明した。
全クリしたら叶えてほしい“願い”は、ハカセマーブルにやられたため不明。
斗部 コトコ（とべ コトコ）
第3部に登場。新たに参戦したプレイヤーの1人で、人殺し専門の連続殺人犯にして死刑囚。血液型はO型。一人称は「私」。常に笑みを絶やさずにいる女性だが、目を開くと狂気じみた表情になる。自殺志願者に自殺の手伝いをするミズキに殺意を抱く。「IDゲッター倶楽部」では九島・マモルとチームを組んだ。「リアアカGO」ではあやめが召喚したアナキュウの能力によってあやめの生存とユウマの告白の知らせを聞いた際、犯罪者ながら感激する一面を見せた。3日目にユウマがハカセマーブルを殺したことで、彼を殺害対象に加えるも、ミズキに阻止され一度は断念。
「不謹慎ハンター24時」ではミズキとペアを組む。行動中にユウマを見つけ、殺害しようとしたが、再び阻止しようとしたミズキと切り合いになり、これが「ペア間で暴力をふるうのは不謹慎」と認定され粛清の対象となる。黒マーブル軍団が来るまでの8秒間、ミズキと殺し合いをし、そのさなかにお互いが「殺人を楽しいと感じてしまう同類」であること、ただしミズキはユウマとの出会いで変化しつつあることを確認し合った。しかし、決着がつく前に黒マーブル軍団が到着、不謹慎行動を重ねた罰として袋叩きにあい、虫の息となる。最期はミズキを喪った息子・ヒロキと重ね合わせ、彼に止められるかのようにミズキに討たれ死亡した。死亡時のフォロワー数は数万人におよぶ。
最終フェーズに参加するプレイヤーの中で、マーブルに負けてない状態で他プレイヤーの手でゲームオーバーとなった唯一のプレイヤーである。死後、イスケの手により自らの血液がミズキに輸血され、彼の命を救った。
かつては家族を愛するごく普通の専業主婦だったが、夫と息子・ヒロキを強盗に殺害され、その犯人を殺し返したという過去を持つ。この時、息子を失った悲しみよりも人を殺した興奮が勝り、それをもう一度味わいたいがために殺人犯専門の殺人鬼と化し た。その後、殺人者65人 を自分が逮捕されるまでに殺害し、死刑判決を下されている。
全クリしたら叶えてほしい“願い”は、「無罪放免」。
座黒 ズイ（ざくろ ズイ）
第3部に登場。新たに参戦したプレイヤーの1人でネット上で活動する電脳教団「ノアウェーブ」の電脳教祖を務める顔の上半分をマスクで覆った謎の人物。一人称は普段は「我」だが時々「私」になる。
アクトを死人と軽蔑し、ユウマに代わってリーダーになろうと企んだことで「不謹慎ハンター24時」でペアを組むカリンを唖然とさせた。実は、標的を死に追いやるためなら他者の命を奪うことを良しとするなど非人道かつ非情で合理主義的な性格の持ち主で、自らの密告で人が死んだことを「ゲームに則った」と発言するなど罪悪感は皆無。そのため、密告ダイヤルを使ってユウマにペナルティを与え、偶然密告したユイを死に至らしめ、ユウマがイスケに疑いの目を向けられるが、ハヤトの捨て身の策によりスマホが破壊される。魔性の女のカリンの魔性の色気の上を行く能力を持っている模様で、実際、ユウマ達に密告がばれ、彼らを振り切った後、獄中にいるカリンの義父の首吊り写真を彼女に見せノアウェーブに入信させる形で手懐けている。
ノアウェーブは本来彼を代表としたベンチャー企業だったが、旧ゲームで社員の瓜田スグルがリア生ゲームでゲームオーバーになった際、自分を除いた社員が巻き添え死した。その原因を作ったのがユウマであることを知り、脳内にスマホを埋め込み『人間スマホ』という異形の存在になったことで、ノアウェーブは電脳教団と化したことが判明。自分をリーダーと認めることでユウマに復讐しようとしたが、逆に他プレイヤーや彼についてきた社員達の冒涜と非難されてしまう。不謹慎インディアンポーカーで有利に立つが、入信したと思われたマグラの離反により形勢が逆転され、お互い満身創痍の中、ユウマの罠にかかったことを知らず自粛棒で殴った結果、5発のペナルティを受け、カリン以外の入信したプレイヤー達はポイント保守のために拒否され、ユウマに逆転敗北した。その後、アイジ・箱ペアにポイントを奪われたことで、絶望に負けないユウマを見て彼がリーダーであることを確信。ユウマ達に加え離反したプレイヤー達を見送り自害しようとしたが、自害では生ぬるいと判断したカリンに介錯される形で殺害された。死亡時のフォロワー数は不明。死後、常に最善手でいられる神の力は「匿名教室」でカリンに悪用されることとなるが、アイリ死亡後のユウマの豹変を見たコータの説により皮肉にもユウマの中に潜んでいる「何か」が会長マーブルの正体であることを推測することになる。しかし、死亡した後はユウマをサポートする立場に転じたためか、自らの託宣は「ユウマは会長マーブルではない」ことを証言しており、結果として、カリンに会長マーブルの疑いをかけられた上、開票委員の能力を使用済みの人事委員の能力と入れ替わる形でミズキに奪われたため、自業自得な最期を迎えることとなった。その後、神の力が扱えるスマホは所在不明となった。
全クリしたら叶えてほしい“願い”は、カリンに介錯されたため不明。

#### 主要要注意敵対プレイヤー
箱（はこ）
第2部からの登場。「SNS鬼ごっこ」終了直前、真のゴール地点であるリアアカ空間で姿を見せたプレイヤーの1人で、箱 を被った謎めいた人物。素顔の時の一人称は「オレ」。デスゲームで生き残ったとは思えないほどの臆病な性格で、滅多に喋らない。「IDゲッター倶楽部」ではミズキのチームメイトとなるが、ユイからはミズキともども変な人と思われてしまう。
その素顔は天才ギャンブラー少年で、マグラからは「クレイジー野郎」と言われている。くじで86回連続アタリを引き、OLマーブルのIDをノーヒントから当てずっぽうで的中させる等、すさまじい強運を持つ。また、ギャンブラーらしく洞察力や言葉で相手を懐柔する能力に優れる。素顔の時は非常にハイテンションかつ多弁になる。
「運」を絶対視し、目を付けた人間には携帯しているくじ箱から一枚くじを引かせるという「選別」を行う。この時ハズレを引いた＝「運」のない人間は死ぬべきである、という思想を持つ。作中で実際にハズレを引いたのはユウマとユイ、そしてOLマーブルの1人。一方ではアタリを引いた＝「運」のある人間を自分の同類である「世界に選ばれたもの」と見なし、非常に友好的に接するとともに生存に貢献する。
「IDゲッター倶楽部」でアタリくじを引いたミズキを言葉巧みに誑かし、続く「リアアカGO」ではミズキを暴力と暗所で洗脳することで、ユウマ を殺害するための戦闘狂に仕立てた。しかし、ユウマとあやめの必死の作戦や、イマリが見つけた絵本がきっかけで計画が狂い始め、ミズキを再洗脳しようと試みるが、逆に支配を断ち切られてしまった。その後はミズキが所有していた全てのモンスターを奪い逃走した。「不謹慎ハンター24時」では、アイジの本性にびびっていた。その後の経緯は不明だが、アイジがアタリのくじを引いたことを仄めかす発言をしている。
「匿名教室」では風紀委員の能力を所持しており、『アタリを引いたら力になってあげる』という条件のもとあやめに「選別」を行い、最終的にはユウマにではなく、アタリを引いたあやめに対して「自分と一緒に生き残るべき」と能力を使った。「リアルフォロワー合戦」ではくじ引き用の箱が真・マーブルの攻撃であやめをかばう際に破損してしまうも、ユウマと共闘して真・マーブルに応戦し無事全クリを果たした。最終フェーズ全クリ時のフォロワー数は不明。
出生後に両親に捨てられた所をある富豪に拾われ、物心ついたときから違法カジノの「人間サイコロ」役として箱の中に入れられたまま育った。自らの命を賭けて行ったギャンブルの終了直後にカジノ中の人間が偶然の事故で死亡し、賭けに勝利した自分だけが生き残った経験などから、「この世界は運でできている。不運な奴は死ぬべきで、幸運な奴は生きるべき」と考えるようになった。
旧ゲーム全クリ時のフォロワー数は不明。現時点では、ユウマ達の敵対プレイヤーの中ではアタルやアイジのチームの一員ではない。
全クリしたら叶えてほしい“願い”は、現時点では不明。
小間 カリン（こま カリン）
第3部に登場。新たに参戦したプレイヤーの1人で、ファッションモデル風の派手な女性。一人称は「私」。「IDゲッター倶楽部」ではコータのチームメイトとなる。
「リアアカGO」までは特段に目立つ場面はなく、か弱く愛らしい女性という風にふるまっているが、その本性は男性を誘惑して傀儡にする魔性の女。幼いころからその愛らしさゆえに男性に異常に好かれやすく、ついには義父が彼女への愛を示すために彼女の母親を殺害する凶行に走ったという過去を持つ。この経験を糧とし、男を魅了して甘い蜜を吸うという現在の生き方を始めるようになった。
「不謹慎ハンター24時」では、ズイを魅了して手駒にしようとするも逆に企みを見抜かれ、さらには「男たちを誘惑して搾取するのは、義父 と同類である愚かな“男”たちを落とすことで、母親を殺された復讐の代替行為を行っているだけ」という本心を暴かれた。これにより、ズイを信奉してノアウェーブに入信する。ズイがユウマに敗れ、他の信奉者たちが去ったのちもズイの元に留まったが、ズイが自殺しようとしたことで魔性の女としての本性を露わにし、彼の能力と理念を奪いユウマを倒してリーダーになることを宣言してズイを涙ながらに介錯する形で殺害した。
「匿名教室」ではズイから受け継いだスマホの“託宣”でユウマに「クロ」判定が出たため、ユウマを「会長マーブル」と断定。各種委員能力やユウマの「ステージ３」さえ利用して皆の意見を操作し、ユウマを処刑死させようと暗躍する。また、身動きの出来ない状況になったユウマに対し、あやめやミズキが彼を救うために自らを傷つける様を中継してユウマを追い詰めた。ユウマの潔白が証明された後は逆に自分こそが「会長マーブル」と名乗り投降、自らに投票するよう皆に進言するも、投票タイム直前でミズキ（実際にはそれを庇ったパルくん）に襲い掛かって怪我を負わせたため、体罰教師マーブルの体罰を受けて死亡した。その死体も直後の投票タイムで最多票を獲得 したことにより凍結され、粉々に砕け散っている。
実は、これらの行動はすべてズイに代わってリーダーになるという野望から来ているものであり、その本心を見抜いた「会長マーブル」本人から「匿名教室」開始直後に接触を受け、ユウマを亡き者にするという方向で結託していた。「会長マーブル」を名乗ったのも自身が持つ開票委員の能力を使ってユウマを殺害する計画の一環に過ぎなかったが、ミズキに自らの行為がユウマへの復讐と断じられて計画を見抜かれた上にキーとなる能力をキスで奪われた代わりに使用済みの人事委員の能力を移されてしまい、最後は口封じを狙った「会長マーブル」の企みにはまり殺されるという男の心を弄んだ彼女の自業自得な最期を迎えた。死亡時のフォロワー数は不明。
「匿名教室」の開催された日が12月8日だったため、皮肉にも憎きユウマの誕生日が自分の命日となってしまった。全クリしたら叶えてほしい“願い”は、体罰死したため不明。
向井 ユウマ（ステージ3）
ユウマの中に潜んでいる人格であり、アタルがリアアカ社と手を組んでまでユウマを敵視した原因。
性格は以前のユウマとは比べ物にならないほど冷徹かつ利己的であり、無差別に人を殺すことも厭わない。いかなる状況でも飄々としている。また、ハミングする癖がある。
「不謹慎ハンター24時」で広報室長マーブルを殺害したのは、こちらになりかけていたユウマ。「不謹慎ハンター24時」クリア後、突如現れたアタルから真実を突き付けられた際、突然覚醒しアタルを襲うが、平社員マーブルに抑え込まれて元のユウマに戻った。
「匿名教室」ではアイリが冤罪死したショックで再び覚醒。ミズキを殺そうと襲い掛かるが、ミズキに抑えこまれたことで休眠状態に入った。委員会システムが導入された後、カリンの手により三度目の覚醒を迎える。以前のユウマの意識を消去して会長マーブルごと他プレイヤーを皆殺しにしようとするも、あやめの捨て身の行動により以前のユウマの意識が呼び戻され、そのユウマの意識によって完全に消えてないものの一時的に引っ込まれる形で鉄拳制裁された。その結果、「嘘情報島」でのサッカー対決の際に変貌した直後に、「ステージ2」のユウマ自身によって、引き戻すことが可能になった。アタルがユウマを庇い死亡したことでユウマの肉体に意識を移したアタルによって完全に消滅した。
宿主であるユウマを含め、ほとんどのプレイヤーから危険視されているが、唯一アイジは「自分をイカせてくれる極上の獲物」として再会を熱望している。
ステージ2以前のユウマについては主要人物の項を参照。

### 敵

#### アタル達と敵対するプレイヤー
清瀬美玲奈（きよせ みれな）
「黒歴史裁判」ではアタル達のチームのメンバー。カラオケ店店長の須山優乃介（すやま ゆうのすけ）が投稿した酔った勢いで18禁まがいの写真を見つけてしまい、フォロワー0で死に追いやるも、沢田が、複数の男性と援助交際の時に貢いていたことを暴かれ本性を現すが、時すでに遅しフォロワー0で死亡した。
沢田等々佐（さわだ ひとひさ）
「黒歴史裁判」でのアタル達のチームのメンバー。清瀬美玲奈の援助交際のことを暴き、こよりの黒歴史も暴こうとするが、こよりのつぶやきが猫のことばかりで黒歴史がなかったので暴けなかった。その後の追加ルールで、ルリリのフォロワーに、彼女がいる身にもかかわらず、同じサークルの後輩に酒を飲ませて関係を持ったことを暴かれ焼死した。

#### ユウマ達と敵対するプレイヤー
御谷 サナエ（みたに サナエ）
第2部に登場。天才結婚詐欺師を自称する美女。一人称は「私」。パズルマニアの灰谷リョウ（はいたに リョウ）、警察官の山田一三六（やまだ いさむ）とチームを組んでいる。「リア生ゲーム」で大金を稼いだユウマに目を付け、お荷物になるであろうあやめのフォロー解除を条件に勧誘するが断られる。
「既読スルー撲滅運動」ではこの仕返しとしてユウマにスタンプを送りつけるも、逆に彼にやり返される羽目になった。その後の動向は不明。
種島 オサム（たねじま オサム）
第2部に登場。名門私立高校の教師で「大炎上祭」ではユウマ達のグループメイト。一人称は「私」。出来心からユウマ達を裏切ったチホの過激な写真を現実世界に投下し一方的に彼女を蔑むが、それを見かねたあやめに膨大な援交の記録を暴かれる羽目になった。「SNS鬼ごっこ」以降の動向は不明。
田中 ヤスハル（たなか ヤスハル）
第3部に登場。新たに参戦したプレイヤーの1人で一見普通のおっさんのようだが、職業は緊縛師でカルアの同業者。一人称は「ボク」。
「リアアカGO」の終盤しかユウマに会っていないため、ユウマとの面識はほぼない。「匿名教室」では委員会システムが導入された後、投票委員の能力 を得るが、そのことを知ったカリンに買収され悪用されてしまう。その結果、逆鱗に触れたあやめ達に暴かれた挙句、ミズキの人事委員の能力により解雇された。「嘘情報島」では、リオンが入手した地図の罠に気づかずイスケと共にトゲトゲ地獄の落とし穴に落ち死亡した。死亡時のフォロワー数は不明。「不謹慎ハンター24時」までは普通にクリアはしたが、カリンの魔性の色気に惑わされたり、会長マーブルの揺さぶりに動揺したり、住人から間接的に入手した嘘情報に騙されたりと終盤いいところなしの最期を迎えてしまった。
全クリしたら叶えてほしい“願い”は、嘘情報の罠にかかり死亡したため不明。

#### 要注意プレイヤー
亜門 ダイキ（あもん ダイキ）
第2部に登場。「大炎上祭」ではユウマ達のグループメイト。不良で、デスゲーム中に出会った恋人のリコからは「ダイちゃん」と呼ばれている。一人称は「俺」。「大炎上祭」で有名になろうと自分が犯した犯罪（本人曰く武勇伝）を現実世界に投下したが、その行動が仇となりフォロワー0で死亡。
羽桐 トワ（はぎり トワ）
第3部に登場。新たに参戦したプレイヤーの1人で刺青が入った不良で一暴走族グループの総長。一人称は「俺」。
小学校時代に偶然小さな音を立てて手が相手の顔にあたったことで暴力という名の力に魅せられてしまい、数年の間に相手を殴って殴って殴りまくった結果、一暴走族の総長に上り詰めた。
「IDゲッター倶楽部」ではトワチームのリーダーとしてアイリ・ハヤトとチームを組むが、リーダーは名ばかりで最後の1人ファミレスステージにいるウエイトレスのOLマーブルに暴力をふるいIDを聞き出すことに成功するが、ゲームの真のテーマを知らなかったため、会長マーブルの言う罠にかかり、2人のチームメイトの目の前で警官のちびマーブルの制裁に遭い死亡。死亡時のフォロワー数は20万2577人。尚、現時点でゲームをクリアしたのにもかかわらず、ペナルティを受けて死亡したのが彼1人だけである。
全クリしたら叶えてほしい“願い”は、「IDゲッター倶楽部」のクリア後に死亡したため不明。

#### ユウマ達と敵対する関係者
上條 ショウジ（かみじょう ショウジ）
あやめの兄。予選にてフォロワーから見放されるあやめのリアルにおける唯一のフォロワーだったが、やむを得ずあやめのフォローを解除する。
妹のあやめから溺愛されており、自身もあやめが生まれたころから彼女のことを溺愛する何よりのシスコンだが、同じシスコンのアタルとは対照的にどこか病的で歪んだ愛情の持ち主。
「既読スルー撲滅運動」では妹の部屋を荒らしていたが、「SNS鬼ごっこ」で妹を軟禁するもののユウマに阻止されてしまう。（本人曰く）せめて自分の手の中であやめを死なせようとしていたが、あやめがデスゲームを経て兄離れし、自分の元から立ち去る姿を見て強い寂しさを感じ、一人大粒の涙を流した。
実奈川 昭（みながわ あきら）、佐原野 幸也
ユウマとナナコのクラスメイト。表面上ではユウマと親しかったが、実はユウマがリアアカをやっているのを密かに気付いており、「大炎上祭」でユウマが本性を明かす以前から彼のことを影で見下し、ユウマの作り笑いのスタンプを作ったり、そのスタンプでお面を作っていた。
「SNS鬼ごっこ」では、鬼達から逃げるユウマ達を休校中の学校へ誘導させ、実奈川と佐原野を筆頭にナナコを除いたクラスメイト全員でユウマに襲いかかるが、正気に戻ったユウマが友達に裏切られたショックで自らマーブルマークを読んで自殺をするという、ユウマの作戦にかかり、クラス全員ミズキが用意した毒ガスの蔓延する理科室に閉じ込められ、生死不明に。
チカ
サヤカが所属していたミルキーミントのメンバー。サヤカを含めたメンバーの目を盗んで平気で男性と性行為するなど枕営業をしたり、その罪を偶然目撃したサヤカに擦り付けるなど、色欲・嫉妬・傲慢の塊と言えるほどの自己顕示欲の持ち主。
男（本名不明）
パルくんを引き取った男性。パルくんにはあくまで優しげな笑顔で接するが、裏では動物を虐待して殺害し、それを動画として配信するという歪んだ趣味を持っている。パルくんの母親を嬲り殺しにした動画を見られたことがきっかけとなり、パルくんに噛み殺された。その後、恵庭熊の手引きにより死体は処分された。

#### リアアカ社
恵庭熊 雅秀（えにぐま まさひで） / 社長マーブル
株式会社リアルアカウント代表取締役社長。事件に対処できず、やむを得ずリアアカの全サーバーをシャットダウンすることを発表するが、実はプレイヤーのマーブル化を主導した張本人であり、マーブルと深い繋がりを持っている。第2部では何らかの経緯でアタルとも結託している。弟はスマホを拒絶する会のリーダーを務めている。
元はシステムエンジニアだったが、何らかの理由でネットのない世界の創造とネット民を滅亡する目的があり、過去にCAP技術を導入しようと柏木夫妻に掛け合うもののそれを拒否され、マーブルをけしかけてアタルを交通事故に遭遇させた。また、パルくんを引き取った男の裏の顔を知っており、パルくんをリアアカ社に誘って会長マーブルに変貌させた。そして、最終決戦で社長マーブルとしてプレイヤーの前に姿を現すこととなった。真・マーブルの戦闘力を失った後は、リアアカユーザーを廃人にすべくシンの介錯をするが、アイジに阻止されて野望は破たんした。その後、シンを抱えたまま崩れ行くアンディ・キティラと運命を共にする。

##### マーブル
デスゲームの主催者。一人称は「私」。ルール説明のためだけにプレイヤー一人を殺し、数百人の死者を出すことにもためらいがないという残忍なゲームマスターで、最終フェーズの総合司会を務める。
声はボイスチェンジャーを使用したような加工された音声をしており、人型をしているが電脳空間とはいえ、プレイヤーにはできない人間離れした挙動や複数人に分裂したりする。基本ルールや説明以外での殺人はしないが、重要なルールをプレイヤーに隠したりするなど公平なマスターではない。現実世界でも同じ格好をした人物が複数活動しており、昏睡状態のプレイヤーの体を集めて回っている。アタルを殺したトラックに乗っていたのも彼である。全クリ宣言した後、半年の修行の末、真・マーブルとして再びデスゲームを再開する。
ちなみにマーブルとは元々リアルアカウントのデフォルメされたマスコットである。
柏木 シン（かしわぎ シン）
ユウマとアタルの父親で柏木研究所の副所長。
チトセと共にCAP技術を開発に携わっていたが、実はリアアカ社における一連の事件の黒幕でマーブルの正体。歪んだ好奇心の塊ともいえる自己中心的な本性を持つ。チトセをコピー元の自分もろども事故に見せかけ殺害し、CAP技術と共にリアアカ社に加担した。また、ディストピアの創造のために恵庭熊や彼の弟であるスマホを拒絶する会のリーダーとも結託している。「リアルフォロワー合戦」でフォロワーの押し変を駆使してコータやシュウ・ミズキなど半数のプレイヤーを死に追いやるも、パルス作戦を使ったユウマによってスマホを破壊され最後のあがきとしてユウマを「ステージ3」に豹変させ自分を殺させようとするが、アタルの意識に阻止され、恵庭熊に介錯を求めるも、ユウマの肉体でアイジに指示したアタルに感づかれてしまい、ユウマとアタルのダブルパンチにより完全ノックアウトとなった。その後、恵庭熊に抱えられ崩れ行くアンティ・キティラと運命を共にする。
ちびマーブル
第2部から登場。旧ゲームではゲームオーバーとなったプレイヤーの死体処理やリアアカリゾートにあるレストランのウェイター。第3部の最終フェーズでは通行人トラップに登場したり暴力をふるったプレイヤーの制裁役・旅人の宿屋の主人を務めている。
DQNマーブル
第2部に登場。「SNS鬼ごっこ」で現実の人間と共にプレイヤーに襲いかかる鬼役のマーブル。
本来のマーブルとは異なり、表情や動きは化物じみており、言葉という言葉を発していない。しかしその正体はCAP技術によってリアアカ空間に吸い込まれたプレイヤーの肉体がマーブル化したものだった。
コンシェルジュマーブル
第3部に登場。シェアハウスでプレイヤーたちをもてなすマーブル達。
社長マーブル
#恵庭熊雅秀の項を参照。
司会マーブル
最終フェーズの司会兼ゲームマスターを務めるマーブル達で、OLマーブルのような例外を除き、プレイヤーの死に様や死体を酒の肴にする外道なものが多い。正式名称は「ゲームマスターマーブル」。
経理課長マーブル
第3部に登場。マーブルの手下の1体で第1ゲームの司会兼ゲームマスターを務めるマーブル。マーブルのマスクをかぶっているが、一人称は「俺様」で服装も異なっている。下品な言動をするが、かなりの江戸っ子気質で、「歩きスマホ迷路」のルール説明は≪制限時間内にゴールにたどり着く≫としか言わず、道が無いように見えるのでユウマが動くまでプレイヤー達を混乱させた。また、かなりのメタボ体質で高血圧であるのにもかかわらず、大好きな揚げ物はやめられない。プレイヤーをどんな手を使ってまで死に追いやろうとするなど、アイジ以上の外道。そのことをリオンに非難されてしまい、プレイヤー達の完全勝利後に現れた真・マーブルに華麗さとエレガントさがないこととゲームでの真剣勝負に敗北したのを理由に解雇された挙げ句、自分が歩きスマホをする羽目となってしまう。最期はデス・ロードに設置した数々のトラップを受け死亡した。
OLマーブル
第3部に登場。マーブルの手下の1体で第2ゲームの攻略対象プレイヤー兼ゲームマスターを務めるスタイルのいいマーブル達。全部で100人いる。一人称は個体によっては「私」や「あたし」になる。経理課長マーブルとは対照的にプレイヤーがIDを聞き出しに成功すれば素直に応じてくれるなど、穏健かつ協力的な一面を持っているが、個体によってはプレイヤーに怒りを買うことがある。中にはリオンの言う地雷女が混ざっており、聞き出したプレイヤーを苦しめる。「IDゲッター倶楽部」終了後にプレイヤーからIDを明かした約50人のOLマーブル達は真・マーブルから「ビッチ」呼ばわりされ罰ゲーム「ダンスパーリィ」を受け火あぶりにされ殺されたが、死の間際にミズキさながらのやり方で撮影したユウマの手によって存在した証が残され魂は救われた。
企画部主任マーブル
第3部に登場。マーブルの手下の1体で第3ゲームの司会兼ゲームマスターを務めるマーブル。通称「ハカセマーブル」。一人称は「わし」。
一見OLマーブル同様穏健な一面を持ち、塔の外にいるフォロワー達にもプレイヤーのためにゲーム参加に協力させるなどお人好しな面があるが、本性は友情や協力を薄っぺらいと考え、干からびたプレイヤーの死体を酒の肴にするなど戦闘狂かつアタル以上の外道。本性を現した時の猟奇的な言動から、旧ゲームのクリアプレイヤーのアクトを含む3名ものプレイヤーを殺害し、カルアの命を危機にさらすなど、ミズキや箱・アイリ以上の危険人物でもある。独身で都内一等地暮らしであるが、ユウマに命乞いした時は既婚者で田舎暮らしと偽っていた。スマホは全モンスター所有の上充電500％の特別仕様となっている。
2日目のミキヤ主催の交換会で彼を殺害し、ユウマを窮地に追い込むことに成功するが、取り残されたプレイヤー達に救出され失敗。その日の夜、カルアとアクトを襲い、命の危機に瀕することに成功。しかし、アクトが電脳天使の祝福を所持していたことまでは読めず、カルアに電脳天使の祝福を使ったアクトが死亡した。3日目、自らのアナウンスで罠を仕掛け九島を死に至らしめるが、あやめを囮にしたユウマの罠にかかりレアリティ5以外の全てのモンスターを奪われてしまうが、使用したモンスターが違っていたことを見抜きユウマのモンスターのレアリティ3-5のすべてのモンスターを奪う。ユウマが召喚したドン・ドヤネズミに与えた充電量を見て逃げようとするが、あやめとミズキにつかまり、さらに、カルアが放った銃弾が足に被弾し、窮地に立つ。「人間を殺していいのか?」というユウマに問いかけて命乞いをし、彼に殺人を思いとどまらせた隙を突き、嬲り殺そうとするが、自分が言ったことが嘘だと見破ったユウマに討たれ死亡した。そのため、マーブルが執行する罰ゲームを前に死亡した最初のマーブルとなった。ちなみに、所有モンスターは自分が破棄したサラブレット・トロイを除いてすべてユウマに奪われる形で引き継がれ、あやめ・ミズキ・カルアの3人のほかにマグラ・ユイ・ハヤトをはじめとした50種類に達していないプレイヤー達に同じモンスター2体以上の内1体をユウマが所持しているモンスターの中から自分が持っていないモンスター1体と交換する形で配布された。
広報室長マーブル
第3部に登場。マーブルの手下の1体で第4ゲームの司会兼ゲームマスターを務めるマーブル。一人称は「僕」。3体の司会マーブルと比べ×印のマーブルマスクをかぶっており、「リアアカGO」終了直後の葬式でアイリの行動の不謹慎と称して激昂したまま泣くなど凶暴性が強く涙もろい一面を持っているが、司会として臨む際は冷静を保っている。しかし、真剣対決をする司会マーブルの性なのか、不謹慎による死を追及する根っからの愉快犯である。終了15分前を切り脱落が多数占め勝利を確信したのもつかの間、ハヤトの策で逆転の突破口を見つけ出したユウマに「不謹慎を過度に取り締まることこそ不謹慎」であることを突き付けられ、怒りの鉄槌を食らわされ敗北、自分が不謹慎であることに狼狽し飛び降り自殺しようとするが、足が引っかかってしまい命乞いしようとしたところを、「ステージ3」に豹変したユウマに突き落とされ死亡。ハカセマーブルに続いてマーブルが執行する罰ゲームを待たずに不幸な死を遂げてしまった。
会長マーブル
第3部に登場。マーブルの手下の1体。一人称は「僕」。真・マーブルの命でプレイヤー達の中に紛れ込み、彼らが苦しみ足掻く様を特等席で眺めて楽しんでいた。その存在は第1ゲーム終了後にすでに示唆されていたが、第5ゲーム「匿名教室」にてついに司会兼ゲームマスターとして本格登場、他の21名のプレイヤーに牙を剥きはじめる。
根っからの性悪説信者で、人間の本性を暴くことや疑心暗鬼に陥る様に愉悦を見出す歪んだ人格の持ち主。「匿名教室」の「誰が会長マーブルかを推理しあって投票し、最多得票者は正解・不正解に関わらず処刑される」という、プレイヤー自身の手で仲間を死刑台に登らせるゲームシステムにも、その悪意が強く表れている。
当初、ほとんどのプレイヤーが「ステージ3」のユウマこそがその正体ではないか と考えており、第5ゲーム中、ユウマは常に命の危険にさらされることとなった。ユウマの潔白が証明された後はカリンが自ら名乗り出るがこれも嘘であり、最終的にはユウマが提案した「一位が同票の場合は処刑が行われないから、皆が自分自身に入れれば誰も死なない」「ただし、人間の悪意を妄信する会長マーブルだけはこの案が成立するとは考えず、したがって自分自身に票を入れない＝ゼロ票のプレイヤーが会長マーブルの正体」という、ルールと人間心理を利用したあぶり出しによって、その正体がパルくんであることが暴かれた。
なお、アタルマーブル以外の最終フェーズに登場する司会マーブルの役職は、リアアカ社がブラック企業ではなかったころの役職に基づいているが、この会長マーブルだけは恵庭熊のお遊びによって決められた模様。
パルくん（会長マーブル）
プレイヤー達に紛れ込んでいた会長マーブルの正体。ユウマやあやめを慰めていたのは全て演技であり、本当は人間を激しく嫌うとともに蔑んでいた。
その原因は、自分を引き取ってくれた飼い主の男にあった。男はパルくんに優しく接し、動画を撮影・投稿してパルくんが有名になっていくのをともに喜んでいたが、実は裏では動物を虐待して殺し、その様を動画にして配信するという醜悪な趣味を隠し持っていた。生き別れた自身の母も男に嬲り殺しにされていたことを知ったパルくんは、男の頸動脈を噛み切って殺害、直後に現れた恵庭熊の誘いに乗ってリアアカ社の一員となった。
「匿名教室」ではカリンの本音を見抜き、自ら正体を明かして結託。プレイヤーたちを翻弄し、カリンが用済みになった際には体罰死による口封じを行った。また、犬の自分のみが不自然に思われないまま行える「唇同士が触れ合うと能力が入れ替わる」裏ルールを設定、励ますふりをしてユウマの顔を舐めることで能力を奪うなど、狡猾に立ち回る。しかし、この裏ルールが自身でも思いがけない形で発覚・利用 され、最期には自身が処刑されることとなった。
柏木 アタル（かしわぎ アタル） / アタルマーブル
第1部の主人公である少年。12月8日生まれの高校2年生。一人称は「僕」。数年前に両親を亡くし、妹のユリと慎ましく生活している。リアアカでは見栄を張って嘘のプロフィールを提示し多数のフォロワーと交流しているが、リアルでの知り合いにはリアアカ使用を伏せている。
本人は否定しているが、実は重度のシスコンであり、妹のユリと瓜二つであるこよりのことをユリと重ね合わせた上で可愛いと公言するほどである。また、ユリのことは自分の命を捨ててまで守ろうとするほど大切に想っている。
本来の名は柏木ユウマ（かしわぎ ユウマ）。皆の人気者だった一卵性双生児の兄・アタルが小学生のころに自分を庇って交通事故死した際に兄の名を騙り、自分自身を「殺し」て入れ替わっていた。しかし、結局兄のように振舞うことはできず、その後両親まで他界してしまったことから、真実を告白することもできず独り苦悩し続けていた。
「黒歴史裁判」後のランキングTVに向井ユウマ（本当の柏木アタル）が映っているのを目撃し、驚愕するシーンで第1部は終了する。
第2部では「SNS鬼ごっこ」で再登場。欠けた記憶を求めてかつての柏木家に戻ってきたユウマを襲撃し、「お前はこの世界に存在してちゃいけないんだ」と断じる。この時点ですでにリアアカ社と結託しており、自宅を燃やすと同時に恵庭熊と共に去っていった。「SNS鬼ごっこ」終了直前には、アイジやサヤカと共に真のゴール地点であるリアアカ空間で姿を見せている。旧ゲーム全クリ時のフォロワー数は不明。
第3部（最終フェーズ）には、プレイヤーではなく司会マーブルの一人として参加。第4ゲーム「不謹慎ハンター24時」終了後に突如ユウマ達の前に姿を見せ、ナナコの生首を見せつけることでユウマの「ステージ3」の片鱗を引き出すとともに、「この男はいつか君達全員を殺す」と他プレイヤーに警告し、ユウマに「ゲームクリア時にはユウマ1人しか生き残っていない」と宣言した。また、第3部開始以前に、「ステージ3」に覚醒したこよりを止めるため彼女を殺害したことを打ち明けている。第6ゲーム「嘘情報島」では、ゲームマスターとしてプレイヤーたちの前に立ち塞がる。
実は、「SNS鬼ごっこ」の時点でこよりとともに自宅に戻ってユリに会い、こよりの豹変を目の当たりにしていた。その直後、テレビをジャックしたマーブルからこよりはユリを、ユウマ（元アタル）はアタル（元ユウマ）を出生直後にCAP技術で複製することによって生まれた存在であり、いずれ精神が不可逆的に変質・狂暴化し、複製元や近親者を殺害することを教えられる。最終的には、ユリの命を守るため、彼女に襲い掛かるこよりのフォローを解除 し、死に至らしめた。そして死にゆくこよりに対し、彼女のような悲劇を繰り返さないために自らの兄を殺すことを誓うとともに、「たとえ君が作り物でも、僕を殺したいと思っていても、ずっと好きだ」と涙ながらに想いを告げると同時に、内側からリアアカ社を潰すためにあえて恵庭熊の誘いに乗ったことが判明した。しかし、「嘘情報サッカー」でアイジの策略でユウマを「ステージ3」に変貌させ、ゲームオーバーに追い込もうとするが、逆にユウマ自身によって「ステージ2」に引き戻したことで「ステージ3は治療できる」ことを証明させてしまい、ユウマからの真実のボールを当てられ敗北。こよりを死亡したことが過ちだと気付いたことにより改心した。その後、嘘情報島を設計したのが自分であることを明かすも、ユウマを殺害しようとするマーブルの銃弾から庇い死亡する。前述の通り、司会マーブルとして登場しているため、死亡時のフォロワー数は0人。死後、自らの意識をユウマの肉体に移したため、ユウマに潜んだ「ステージ3」を抹殺することに成功した。
以上の経緯もあり、第5ゲームでユウマが「ステージ3」から「ステージ2」に戻った際には激しい動揺と驚愕を示している。
司会マーブル配下のマーブル達
平社員マーブル
第3部に登場。課長マーブルに付き添うスーツを着たマーブル達。
不謹慎ハンターマーブル
第3部に登場。額に自粛の文字が書かれており不謹慎を犯したプレイヤーをペナルティとして自粛する黒一色のマーブル達で、通称は「黒マーブル」。
Lv.1の不謹慎ハンターマーブルは機動隊風でプレイヤー同様自粛棒を所持して30秒間の粛清を行い、Lv.2の不謹慎ハンターマーブルは筋肉ムキムキのマッチョ風でBランクに到達したプレイヤーが密告された際にタイキックをお見舞いするが、広報室長マーブルのルール変更により金属製のハリセン所持でプレイヤーを死に追いやる。
体罰教師マーブル
第3部に登場。ジャージを着た体育教師の恰好をしており、三角定規型の手裏剣とコンパス型の武器で体罰対象となったプレイヤーを体罰死する。

#### スマホを拒絶する会
リーダー格の男（本名不明）
第3部に登場。スマホを拒絶する会のリーダーを務めるひび割れた眼鏡をかけた、根暗で怪しげな風貌をした長髪の男。「スマホは危険」と謳い、ユリをはじめとした仲間を増やしていった。
その正体はネットのない世界の創造を目論むリアアカ社の社長・恵庭熊雅秀の弟。

### 主要関係者

#### 第1部（主要関係者）
柏木 ユリ（かしわぎ ゆり）
第1部の主人公のアタルの妹。5月6日生まれの中学3年生。料理が得意。一人称は「私」。アタルのリアルにおける唯一のフォロワーで、兄を死なせないために最後のフォロワーとして残るも、巻き込むまいとしたアタルによってブロックされてしまう。第2ゲーム終了後にアタルを電話で説得しブロックを解除させ、マーブルに奪われたアタルの肉体を捜索している。
生きているのがアタルになりすましたユウマであることはずっと前から気づいていたものの、いつか彼が真実を話してくれることを待ち続けていた。
第3部では「IDゲッター倶楽部」終盤で再登場しているが、こよりの「ステージ3」に豹変したことによるものなのか不明だが、以前と比べるとどこか気落ちしており、最終フェーズにて「スマホを拒絶する会」なる怪しい集まりに加わり、そのリーダーらしき男に自身のスマホを手渡している。「嘘情報島」でアタルが死んだと察して、もうなにも関わりたくないと感じるが、「リアルフォロワー決戦」終盤でイマリの呼びかけの際に見たパソコンの画面に映った向井ユウマが、死んだ筈の本当のアタルと気づいて、自らのスマホを自らの意思で取り戻し、ユウマ達プレイヤーの勝利に貢献する。
実は、「SNS鬼ごっこ」の時点でアタルと再会し、こよりやアイジ、サヤカと対面した。しかしマーブルに奪われたアタルの肉体の捜索に向かった際、訪れた柏木研究所で見つけた写真から、自身はCAP技術によって生み出されたこよりとは双子の姉妹だったことを知ってしまう。

#### 第2部（主要関係者）
柚原 ナナコ（ゆずはら ナナコ）
第2部のもう一人のヒロインでユウマの彼女。4月25日生まれの高校2年生。一人称は「私」。子供のころに両親が他界、ロクロウという心臓に病気を持った弟のこともあり、暗い性格になっていたが、ユウマの励ましを受けて剣道をするぐらい元気を取り戻している。
彼の部屋にいたところでゲームが開始されてしまい、ユウマをフォローし続けることで自分が道連れになった結果、ロクロウを一人にすることを恐れユウマのフォローを解除する。その後、当日誕生日だった自分をユウマが祝おうとしてくれていたことを知って見捨てたことを後悔し、彼への罪滅ぼしのためにマーブルに奪われたユウマの体を取り戻すべく、捜索を開始する。
「SNS鬼ごっこ」による混乱で病院が機能停止した結果、ロクロウが死亡。その後、傍観者でいたくないと和解し、再びユウマのフォロワーとなる。リアアカ社に潜入した後、真相を知ったことでマーブルに気づかれてしまい、イマリを逃がすも、自身はリアアカ空間に飛ばされた後、抜け殻となった肉体はマーブルによって心臓を一刺しにされた後、第3部にて首と胴体が切断されたが、負傷したまま飛ばされたため、ユウマに重要な情報を伝えた後意識を失う。その状態でリアアカ社にさらわれた。誌上掲載では明かされていなかったが、「逆リアルフォロワー診断」でユウマのフォロワーになったことが単行本第10巻で明かされた。
しかし実際は半年もの間、特殊電解溶液に満たされた機械の中に閉じ込められ、マーブル（シン）から受けた瀕死の傷に苦しみ続けていたことが「リアルフォロワー決戦」終了直前で判明する。一命を取り留めたその後、あやめを選んだユウマから涙ながらに身を引き、笑顔を見せた。
雨月 イマリ（うづき イマリ）
「リアアカまとめ速報」サイトの管理人。ナナコやあやめから女子と勘違いされるほどの中性的な容姿をした小柄な男性。実年齢は不明だが、ナナコより年上らしい。一人称は「オレ」。
コンビニ前でナンパされていたところをナナコに助けられ、行動を共にする。ナナコを死なせてしまったことで絶望の淵に立たされてしまうが、あやめのおかげで立ち直り、ユウマの依頼でミツルを通じてリアアカ社の悪事を拡散し、事件解決に貢献した。第3部ではチホやミツルと共にギャラリーとして参加。「リアアカGO」では、ユウマのフォロワーとしてゲームに参加する。2日目を目前にユウマからの依頼でチホと共にミズキの家を訪問し、ミズキに課せられた支配の開放に貢献した。「リアルフォロワー合戦」では、単独行動をとっており、ユウマの作戦に協力するため、恵庭熊の弟がリーダーを務めるスマホを拒絶する会に入会したユーザーに呼びかけたことで、スマホを拒絶する会を壊滅した。
雁谷 ミツル（かりや ミツル）
コウジに変わるチホの唯一のフォロワーである少年。小学3年生。ネット上でイタズラ活動を行う巨大コミニティサイト「オモチュー.com（ドットコム）」の管理人。一人称は「ボク」。核兵器にも耐えるシェルターも所有している。
かつてはユウマ・あやめ・ミズキのフォロワーだったが、予選でフォローをブロックしていた。「SNS鬼ごっこ」の2つ目のミッションで自分のお願いを聞いてくれたあやめとミズキの再フォローすることができたが、ユウマとのRTゲームでハゲであることを暴かれてしまい、本当に嫌ってしまった。
旧ゲームの全クリ直前で、イマリが流したリアアカ社の悪事を拡散し、事件解決に貢献した。第3部ではチホやイマリと共にギャラリーとして参加しているが、リアアカユーザーであるためか、あやめにフォローした。「リアアカGO」では、あやめのフォロワーとしてゲームに参加する。3日目の深夜で電気の供給元となっている発電所の職員と秘密の交渉し、供給している地区に計画停電を実施するよう要請したことで、間接的ではあるが、ドン・ドヤネズミに5000近くの充電量を与えると同時にハカセマーブル討伐に貢献した。
柏木 チトセ（かしわぎ チトセ）
ユウマとアタルの母親で柏木研究所の所長。
CAP技術を開発したが、この技術を導入しようとするリアアカ社を危惧していた。マーブルによってアタルが交通事故に遭遇してしまう。しかしアタルが生きていることを知ったリアアカ社に狙われることを防ぐため、アタルをCAP技術で複製することになり、生体実験におけるCAP技術の現象によりコピー元は死体となる。複製された彼を他県の児童養護施設に託した。その後、コピー元のシンと共に事故死した。

#### 第3部（主要関係者）
藤巻 チホ（ふじまき チホ）
雨月 イマリ（うづき イマリ）
雁谷 ミツル（かりや ミツル）
上の3名は本人の項を参照。
華田 タマエ（はなだ タマエ）
ミズキのフォロワーの一人。30歳。色っぽい女医。
溺愛していたバンドマンである年下の恋人に捨てられたショックで自殺を決意し、ミズキの運営する自殺サイトに出会う。しかし自殺決行当日、ミズキに一目惚れして自殺をやめた。それ以来、ミズキを崇拝・心酔し、病院内の備品や薬品をミズキに提供している。医者としての倫理観はあまりない。静脈注射が得意。
「SNS鬼ごっこ」でDQNマーブルに襲われ深手を負ったミズキ達の手当てをし、車を提供した。
第3部では「リアアカGO」終盤からの登場。ユウマの依頼でミズキの家に向かうことになったイマリたちを車で送り届け、以降イマリ・チホたちとともに行動している。3日目でユウマのフォロワー達が怒り心頭に発した際には、ユウマがミズキのために頑張っていることを察している。割と節操がないタイプのようで、イマリを「カワイイ」と気に入り抱きついたりしている。
最終フェーズ開始の3か月前のあやめの誕生日（旧ゲームの全クリから4か月たたないころ）の時点で、ミズキを自分の家に泊まらせたり、何度も送り迎えをしてあげたりしていることが明らかになっている。ミズキとは肉体関係があるが、少なくともミズキ側には恋人という意識はない模様。

### 主要人物の関係者
柏木 アタル（本物）
第1部の主人公のアタルの一卵性双生児の兄で、本物の柏木アタル。勉強もスポーツもできる人気者で、弟の柏木ユウマや妹のユリとも仲が良かったが、小学生のころに弟を庇って交通事故で死亡した。その後、事故の唯一の目撃者であるユウマが「自分はアタルであり、死んだのはユウマである」と偽ったため、「柏木ユウマ」として葬られた。生前の写真を見たミズキによると、「いい人ユウマ」と同じ性格のように見えるとのこと。
実は、交通事故からは生還しており、我が子が再び狙われることを恐れた両親の手によって、ひそかに児童養護施設に預けられていた。埋葬された「柏木ユウマ」はCAP技術を用いて複製された体のうち、古い方のもの（意識が残らないためただの死体になる）である。
園長（本名不明）
ユウマがかつて育っていた児童養護施設「いちのせ児童養護園」の園長。常に笑みを絶やさず、子供達には厳しくも優しい女性。自身の髪留めに保管していたユウマの両親が遺した手紙の一部とメモリーカードをユウマに託した。
桐谷 リン（きりたに リン）
キリカの唯一フォロワーで通称「かまってちゃんの花嫁」である元妻。学生時代はかなりの不良少女で、学校在籍中に不良達に絡まれたところをキリカに助けられたことが縁で結婚するが、デスゲームが開始する半年前、キリカの誤解のせいで家出してしまい、その際に引きとめてくれなかったことに憤りを感じている。
「SNS鬼ごっこ」で鬼とDQNマーブルに狙われていたキリカと共に逃げていたが、バイクのエンストが原因で逃げ場がなくなり、最後にキリカがDQNマーブルに立ち向かい返り討ちを受け、死亡したことが原因で巻き添え死した。
チヅリ
マグラの恋人である女性。旧ゲームでプレイヤーである父をフォロワー0で死なせてしまい、精神的ショックから日がな一日スマホを無表情で見つめるだけの廃人になってしまった。「もう一度彼女の笑顔を見たい」というのがマグラの行動原理である。
穂村 アイリ（本物）
プレイヤーであるアイリ（アイラ）の双子の姉である本物の穂村アイリ。美の権化 といえるほどの美少女。
自分とは正反対に、お面をかぶらないといけないほどの醜さを持つ妹・アイラのことを常に気にかけていた。家が火事になった際、燃え盛る家の中に飛び込んだアイラを助けようと後を追って家の中に入るが、救出する寸前で力尽き、「穂村アイラ」として死亡した。これがアイラが歪んだ美意識を持つ原因になってしまった。後にアイラ自身も「匿名教室」で氷漬けにされ死亡したため、姉が焼死・妹が凍死するという皮肉な運命を辿ることになった。

### 主要プレイヤーと関わったプレイヤー

#### 第2部（関係プレイヤー）
金春（かねはる）、サトシ
第2部に登場。パンク系の2人組で、小太りの方が金春で細身の方がサトシ。
「悪いいね!ゲーム」、「鎮静かまってちゃん」ではユウマ達と共に行動していたが、「既読スルー撲滅運動」で金春がサトシに裏切られる形で既読スルーしたことによって首を絞められ死亡。裏切ったサトシの動向は不明。
市之瀬 ハル（いちのせ ハル）
第2部と第3部に登場。女子中学生ステマ作家でよくチュッパチャップスを頬張っている。一人称は「私」。「大炎上祭」ではユウマ達のグループメイト。ステマをやっていることをハヤトに暴かれても全く動じなく、さらに、キリカのネカマぶりを現実世界に投下した。
「SNS鬼ごっこ」で現実世界に帰還した後は鬼達に襲われるが、ユウマと後から加勢してきたミズキに助けられ自身も鬼の1人を撃退し共に行動するも、1日目の深夜に突然現れたDQNマーブルに首をもぎ取られ死亡。死亡時のフォロワー数は不明。ユウマに関わってからわずか2話（後に再登場したことで3話に増えた）で退場したが、後述の貞升ミキヤが「リアアカGO」でユウマと関わるまで最短記録を保持していた。
後に「嘘情報島」で正直者の島の住人として再登場し、アタルの居場所を突き止めたユウマ達にヒントを託した。
瓜田 スグル（うりた スグル）
第3部の回想のみの登場。ベンチャー企業「ノアウェーブ」の社員で、ユウマ達と同じリアアカ空間にいた。「リア生ゲーム」ではラップバトルで試聴者数を稼いでいたが、終了直前に100人を下回りゲームオーバーとなった。死亡の直前、ズイをブロックすることで彼の命を守っている。この出来事が原因でズイは「ユウマたちが視聴者数を不必要に稼ぎすぎたせいで瓜田が死んだ」とユウマを敵視し、「不謹慎ハンター24時」で彼と組んでいた魔性の女カリンがズイの敗北後に暴徒化する原因になった。

#### 第3部（関係プレイヤー）
韮田 マモル（にらた マモル）
第3部に登場。新たに参戦したプレイヤーの1人で普通の男子高校生（2年）。一人称は「俺」。無口無表情だが、あやめのパンツやカルアのアソコを写真に撮るほどのかなりの盗撮常習者で言動がおっさん臭い が、極度の潔癖症に加え性欲・視力も常人の50倍というかなりの超人。また、不謹慎ハンターマーブルによるペナルティを受けても平然とするなどのタフさも持っている。己の潔癖症・性欲に絶望したがゆえに、スマホの「エロ画像」に救われたという過去を持つ。眼鏡を外すと端正な顔立ちをしている。「IDゲッター倶楽部」ではコトコ・九島とチームを組む。カルアのファンであり、彼女の妊娠を知っていることもあって、「不謹慎ハンター24時」や「匿名教室」では彼女を守る立ち回りをしている。「嘘情報島」での島の捜索でも彼女と組んでいる。「リアルフォロワー決戦」で真・マーブルの攻撃からカルアを守り死亡した。死亡時のフォロワー数は不明。ユウマの手でデスゲームを終わらせた後、アクトとカルアとの間に生まれた男の子「マモル」の名の由来となった。
全クリしたら叶えてほしい“願い”は、カルアを守り死亡したため不明。
貞升 ミキヤ（さだます ミキヤ）
第3部に登場。新たに参戦したプレイヤーの1人で甘いマスクを持つトップモデルにして、ネットファッションの異端児。一人称は「僕」。上半身を裸にする”ミキヤSTYLE”は国会で議論の対象になるなど一世を風靡したものの、それが原因でバッシングを受け、現在は封印している。ユウマのことはリーダーとしての素質があるなど評価している。
「リアアカGO」では自ら主催する大交換会を開くためアナキューを召喚してプレイヤー達に呼びかける。それが、ハカセマーブルを招待する羽目になり、気づかぬうちに体がミイラ化する形で殺害される。死亡時のフォロワー数は98万4501人。ユウマ達に関わったプレイヤーの中では関わってすぐに退場したため、市之瀬ハル（第2部当時）の2話 を抜いて最短記録を更新することとなった。その後、死亡プレイヤーが所持しているモンスターを引き継げるルールが発表された際、アクトの死を見届けたカルア以外のプレイヤー達は自分が所持していたモンスターを引き継げるという先入観を持っていたため、それが九島が死に至る原因となっている。
全クリしたら叶えてほしい“願い”は、ハカセマーブルに殺害されたため不明。
氷月 カナタ（ひづき カナタ）
第3部に登場。新たに参戦したプレイヤーの1人でブロンド髪とふくよかな体型が特徴の歌手。「リアアカGO」直後の葬式では歌い手を務める。一人称は「僕」。「不謹慎ハンター24時」ではマグラとペアを組む。中盤でマグラとともにズイに入信、マグラ離反後もズイのもとにとどまったが、最終的にはズイを見放してユウマについていくことを決めた。その後のフェスではステージ上でユウマやサヤカ達とともに歌手を務めている。
「匿名教室」では、「ステージ3」状態のユウマが会長マーブルの正体である可能性を疑いつつも、ユウマを助けようとするあやめと次期ノアウェーブの電脳教祖であるカリンを謎の歌でちびマーブルの魔の手から救った。その後、ユウマの冤罪を晴らすためにあやめとタッグを組んで行動、過激な偽画像を流出させられたあやめを救うため「セーラーキラー」を名乗ることで冤罪をかぶり、自ら氷漬けになって死亡した。死亡時のフォロワー数は不明。死亡直前、自作の曲をあやめのスマホに送信している。あやめからの感謝の言葉が送られた後に死体は粉々に砕け散った。後に同じ末路を迎え死亡するカリンとは「歩きスマホ迷路」のラッシュアワーでペアを組んだり、「IDゲッター倶楽部」でコータと共に組んだり、過去にやましいことをしたりと切っても切れない「同じ穴のムジナ」のような関係である模様。
本名は都村アキラ（とむら アキラ）で、かつてはあるバンドのボーカルを務めていた。当時はスマートなイケメンだったが、彼の地区に出没するセーラー服姿の連続のぞき魔「セーラーキラー」の行動と彼の作った歌の歌詞の共通性から、ネットを中心にその正体ではないかとの騒ぎが発生、事態を恐れた事務所のスタッフの手でクビにされた。現在の姿はその時のストレスで激太りしたためのもの。なお、死亡後にあやめに届いた歌の歌詞や、そもそもあやめを助けた際に女子トイレの前で体がすっぽり入る大きさの段ボール箱をかぶっていたことから、「セーラーキラー」は冤罪ではないのではないかとの推測がミズキからなされている。
全クリしたら叶えてほしい“願い”は、「匿名教室」で冤罪死したため不明。
紅本 イスケ（べにもと イスケ）
第3部に登場。新たに参戦したプレイヤーの1人で医師。一人称は「オレ」。最終フェーズではスーツを着て参加する。カナという娘がおり、常にその人形を携帯するほど溺愛している親バカな一面を持つ。
非常に口が悪いが治療の腕は確かであり、医者としての使命感も強い。「不謹慎ハンター24時」では負傷したミズキやアイリ達の手当てをした。診療所の中に仕掛けられたスマホによって一時は密告者と疑われるも無事に誤解は解け、ズイが密告者と判明して以降は、ユウマ・アイリペア、コトコを討ったミズキ、ユイを失ったハヤトの4人と共に行動するが、彼らのハント再会の際に別れ、ペアを組んでいるプレイヤーと合流している。「嘘情報島」ではリオンが入手した地図の罠に気づかず、ヤスハルと共にトゲトゲ地獄の落とし穴に落ち死亡した。死亡時のフォロワー数は不明。直接死を目撃したユウマはメッセ機能を使い地図は罠であることを他プレイヤーに周知し、そのことを知ったリオンは自身の軽はずみな行動のせいで医療・診察のスペシャリストを死なせたことを深く悔やむこととなった。リオンの軽はずみが原因で死亡したことが後に改心したアタルが半ば自業自得に近い末路を迎えることとなった。
全クリしたら叶えてほしい“願い”は、嘘情報の罠にかかり死亡したため不明。
巳倉 スズリ（みくら スズリ）
第3部に登場。新たに参戦したプレイヤーの1人で奇術師を務める少女。一人称は「私」又は「自分」で語尾に「っス」とつけるしゃべり方をする。「不謹慎ハンター24時」ではシュウとペアを組むが、そのシュウがノアウェーブに入信したこときっかけでいやいやながらズイにつき従うことに。しかし、ズイが勝利宣言をした際、ユウマの罠に引っかかったことでポイント保守のために拒否したことに加え、アイジ・箱ペアにポイントを奪われたことでユウマが正しかったことを悟り離反する。しかし、「不謹慎ハンター24時」終了後にアタルが突き付けた真実に豹変したユウマを見て驚愕し、ユウマが「自分に近づくな！」という忠告を受け入れる。その後、リオンと性行為していることが判明し、「嘘情報島」での島の捜索では、お得意のマジックでペアを組んでいるリオンを元気づけた。「匿名教室」終了後のユウマの誕生会では、人事部長マーブルに扮したコータと手を組み、紙でできた手錠を16個分 作るなど奇術師らしいサプライズをした。しかし、「リアルフォロワー決戦」でマーブルのフォロワー数に応じて強くなる特性を知らずマーブルを殴ったことで返り討ちにされ死亡した。死亡時のフォロワー数は1万5599人。ユウマの制止を聞かずに真・マーブルを殴ったことにより、ぬるゲーと思って攻略すると痛い目に遭うというプレイヤーへの見せしめにされてしまった。
全クリしたら叶えてほしい“願い”は、真・マーブルに返り討ちにされ死亡したため不明。
暮葉 なじみ（くれは なじみ）
第3部に登場。新たに参戦したプレイヤーの1人で狐の仮面をかぶった謎の人物で、伊賀の忍者村の出身。一人称は「私」。他参加者とほとんど交流せず、話すときは名詞を細切れにつなぐような独特の話し方 をする。「嘘情報島」での島の捜索では、強い人と組んだ方が得策という理由でミズキと組まされる。「リアルフォロワー決戦」で身のこなしで真・マーブルの攻撃をかわすも、ユウマの作戦の際に正体を現したシンに殺害され死亡した。死亡時のフォロワー数は不明。箱やズイのように怪しい人物なのだが、素顔は地味な顔をした女性で、ユウマ達からは特に危険視されていない。「匿名教室」の身体検査では、サヤカに素顔を見せており、「嘘情報島」の「嘘情報サッカー」でユウマの声掛けに応じ、プレイヤーの目の前で一瞬だけ素顔を見せており、その素顔はこよりやユリと髪型のよく似たそばかす顔の少女だった。
全クリしたら叶えてほしい“願い”は、マーブルに殺害されたため不明。

### 他のデスゲームのプレイヤー

#### 第1部（その他プレイヤー）
美桜 ナナミ（みざくら ナナミ）
第1部に登場。凄まじい爆乳の美女。『RTゲーム』にて1000RTという生存条件に周囲が戸惑う中、「1000RT以上されたら残りの服全部脱ぎます！！」という宣言でいち早く行い、実際に下着のみの姿でアピール用のステージに立った。あっという間に1000RTを超えたため約束通りブラジャーを外し乳房も乳首も披露し人々を性欲を湧かせた。11445RTという他を圧倒する数値で生存条件を満たしたが、その後の動向は不明。

#### 第2部（その他プレイヤー）
久里 リコ（くり リコ）
第2部に登場。「大炎上祭」ではユウマ達のグループメイト。今時のガングロギャル だが、すっぴんの時のギャップがある。亜門とはデスゲーム中に出会った一時の恋人同士だった。一人称は「ウチ」。「大炎上祭」では愛妻家の清谷アラタ（きよたに アラタ）の裏の顔を暴くが、その彼をフォロワー0で死なせてしまった。「SNS鬼ごっこ」で現実世界に帰還した直後、鬼たちに襲われ死亡。死亡時のフォロワー数は不明。
叶 ハヤト（かのう ハヤト）
穂村 アイリ（ほむら アイリ）
冴島 アクト（さえじま アクト）
久世 シュウ（くぜ シュウ）
三角 マルキ（みかど マルキ）
箱（はこ）
上の6名は本人の項を参照。

#### 第3部（その他プレイヤー）
皇城 次朗（こうじょう じろう）
第3部に登場。日本国内閣総理大臣を務める初老の男。一人称は「私」。最初のデスゲームでは恵庭熊の協力者の圧力により対応の不手際が遅れてしまう。半年後のデスゲームでプレイヤーに選ばれるが、ルールの意味を知ったユウマの策により、29位のブービーだったのが最下位に転落。マーブルに宣戦布告した後に死亡した。死亡時のフォロワー数は16万3455人。
本人いわく、デスゲームに参加する気は全くなく殺人を阻止しにリアアカ社跡地に訪れ、マーブルの前で誰も殺させないと明言するが、皮肉にも自分をフォローしたフォロワー達を道連れに死亡することとなった。「リアアカGO」終了直後の葬式では、ゲームに参加していないのにも関わらず、トワ・ミキヤ・アクト・九島と共にサムネイルとして使っている写真を遺影として使われた。「不謹慎ハンター24時」のカリンの回想で彼女の魔性の色気に魅了された1人であることが判明。
全クリしたら叶えてほしい“願い”は、ゲーム開始前に死亡したため不明。

### その他のプレイヤー関係者
紅本 カナ（べにもと カナ）
第3部に登場。イスケの娘。
当初は名前のみの登場だったが、父のイスケが「嘘情報島」で死亡し、フォローした母が巻き添え死したことで孤児になった際に姿を見せた。

### 盗賊と少年ミューに登場する人物
少年ミュー
ある富豪に生きた芸術品としてさらわれ、城の中で育てられるが、盗賊達に助け出される。
モデルとなったのはこの本を描いたミズキ本人である。
盗賊達
ミューの下に訪れた男女の盗賊達で、ミューを仲間に誘った。
モデルとなったのはユウマとあやめである。

### その他
小野寺 フミカ（おのでら フミカ）
第3部に登場。最終フェーズの実況を務める女性レポーター。

## ゲーム内容
本作のデスゲームは以下の旧ゲーム・最終フェーズ共通のルールが課せられる。
- フォロワーからのフォローが0となった場合は即死亡となる。
- 死亡したプレイヤーをフォローしていたフォロワーも全員巻き添えになり死亡する。

### 旧ゲーム
第1部と第2部のデスゲームは4月25日から5月3日7時までの間行われた。
リアルアカウント社の手によって1万人が閉じ込められている。プレイヤーは全てのゲームをクリアしないと脱出することができず、共通して以下のルールが課せられる。
- ゲームは一度の失敗で即座に死亡する。
- プレイヤー間の相互フォローも可能。ただし、フォロー中の他のプレイヤーが死ねばそのフォロワーであるプレイヤーも死亡するリスクが発生する。

ただし、完全クリアするには「いくつのゲーム」をクリアしたらいいのかは明かされていない。但し、同じ会場で違うゲームが行われているようであるが、第1部、第2部共通で最終ゲームの「SNS鬼ごっこ」は実施された模様である。
フォロワーからのフォローの解除および登録は当初予選のみの機能であったが、第1ゲーム終了後は好評により常時可能となる。これにより、プレイヤーはフォロワーへの印象も考慮してプレイする必要が生じた。予選の内容、第1ゲームが評価を当てるゲーム、第2ゲームがボーナスゲームである点は第1部、第2部共通である。
閉じ込められたプレイヤーは意識不明の状態（体はマーブル達が順次回収している模様）になるが、フォロワーは普段どおり生活している。このことで連鎖死亡したフォロワーにより現実世界の無関係な人間も巻き添えを受ける可能性があり、第2ゲーム終了時点でプレイヤーは推定6千人、巻き込まれた人間は判明しただけで2万人死亡している。これに対して政府は非常事態宣言を発令、各交通機関を停止するなどの措置をとっているが、既に混乱に乗じた暴動や盗難等の犯罪も起こっている。

#### 予選「リアルフォロワー診断」
開会式として実行されたゲーム。現実世界にいるプレイヤーのフォロワーが参加するゲームで、プレイヤーが死亡した場合フォロワーも死亡するルールを伝えた上で、3分間フォロワーが任意でフォローを解除できる。フォロワーたちが巻き添えによる死を免れるための救済措置であり、簡潔に言えば「自分の命＜絆」という人間を選別する儀式、各人の人間関係の希薄さを露呈させた。自殺行為であるが、フォロワーを巻き込まないために、プレイヤーからフォローをブロックすることも可能。
実際に、巻き添え死を恐れたフォロワーが次々とフォローを解除していき、大体半数位はここで死亡した。

#### 第1部のゲーム内容
第4ゲーム以降の内容は不明。

##### 第1ゲーム「ノーアンサー」
提示された問題に対してプレイヤーが○・△・×の答えを選ぶというクイズゲームであるが、そのタイトル通り答えがない。なお、同名のゲームが平時のリアルアカウントにも存在している。
プレイヤーの中からランダムに選出された5名の審査員が挑戦者の回答を審査する。その結果の過半数とプレイヤーの回答が一致すればクリアとなり、過半数を得られなかった場合は失敗となる。当然のことながら、審査員の趣味嗜好にも影響される。また、「○・○・△・△・×」のように票が割れた場合、プレイヤーがどのような回答をしようとも失敗扱いで殺害される。
審査員には嘘発見器らしきものが頭部に備え付けられ、本音で答えなかった場合その回の審査員全員がマーブルに殺害され、また別の審査員が選出される（プレイヤー側は審査が不正だったとして突破できる）。
本編で提示された問題は「自分はイケメンもしくは可愛いか」。生まれ持った性質であるがゆえに極端な顔立ちの人間は自覚さえあれば簡単にクリアするが、それ以外の、「中途半端」な顔立ちのプレイヤーは過半数でないと死亡というルールによって二の足を踏んでしまう。

##### 第2ゲーム「RTゲーム」
10分間、一度だけ「つぶやき」を行い、それに興味を持った人に拡散（RT）してもらう。RT1回につき100円が提供されるというボーナスゲームで、得られた資金は以後リアアカ内で使えるようになる。ただし、1回もRTされなかった場合は「存在する価値なし」とみなされ失敗となり死亡する。
フォロワーが最低1人いる以上、充電切れでRTできなかったりなど突発事態が起こらない限り本来は失敗することがありえない。ただ、金に目が眩んだり自己分析ができない人が迂闊なつぶやきをしてフォロワーの失望を買ってしまう事態が出ている。
第2部ではミツルがユウマに課したゲームとして再登場する。

##### 第3ゲーム「黒歴史裁判」
10人1組のグループに分かれて、制限時間30分以内にグループ内の人数が3人になるよう潰し合いを行うゲーム。プレイヤーの過去のつぶやきが削除していた物も含めて全て開示され、それをグループ内で暴き合う。内容やプレイヤーの反応によってフォロワーがジャッジ、場合によってはフォローを解除され、フォロー0でゲームオーバーになる。さらに、30分を過ぎても人数が3人にならなければ残りの全員即死亡となる。
残り10分となると追加ルールで、1つだけつぶやきを隠すことが可能となる。しかし、その隠したつぶやきを暴かれた場合はネットスラングの「炎上」にあやかり、火炙りにされて死亡となる。
今までのゲームと異なり、プレイヤー同士に（残り10分ではそのフォロワーを含めて）殺し合いをさせるゲームである。また、ゲーム開始前にグループを作れなかった場合はゲームオーバー。3人になればその時点でゲーム終了だが、申請すれば時間いっぱいまでゲームを継続することができる。

#### 第2部のゲーム内容

##### 第1ゲーム「悪いいね!ゲーム」
スマホの画像の中からランダムで1枚の画像が選ばれ、それに対して外の世界の審査員がどう評価するのかを予測して当て、ステージ上にあるボタンを押す。画像が公開されてから30秒以内にボタンを押さないと、失格となり死亡する。外の審査員が下した「いいね!」「悪いいね!」「どうでもいいね」の評価が最も多い物を選んでいけばクリアとなるが、それ以外のものを選んでしまうと死亡する。ゲーム中は画像の削除ができないため、客観的な目線でどう評価されることになるのか予測することが重要となる。ただし、「後撮り」は可能。
刺激的であったり黒歴史的な画像が出てくれば、予想は比較的簡単。ただし、「普通な画像」が出てきてしまった場合は、「どうでもいいね」ボタンの存在が露呈するまで意味不明の「予想を外した」ルールによる死亡が相次いだ。

##### 第2ゲーム「リア生ゲーム」
第1部の「RTゲーム」に当たる、お金稼ぎゲーム。それぞれ2人1組でカラオケBOXのような小さな部屋に入り、そこで生放送形式の30分の番組を提供する。最終的な視聴者1人につき100円のお金が手に入るが、最終的な視聴者が100人以下だった場合は死亡する。提供する番組の内容は自由であり、いかにして視聴者の興味を引く番組にするかがカギになってくるが、視聴者の興味を引くことばかりに目が行っていると、フォロワーの不興を買ってフォローから外されてしまい、フォロワー0で死亡する事態も発生する。
なお、ここで稼いだ資金はプレイヤーの携帯電話に山分けされる形でチャージされ、別のプレイヤーに対し振り込むことが可能になる。

##### 第3ゲーム「鎮静かまってちゃん」
脱出ゲーム。巨大な女子の姿をしたモンスター「かまってちゃん」がいる部屋から30分以内に脱出しなければ、大爆発となる。かまってちゃんは気に入らない言動があると攻撃してくるが、かまってあげると鎮静化する。しかし本当の攻略法は「かまってちゃんに喧嘩を売るなどしてストレスボムのゲージを溜めて部屋を一部爆破させ、その際に出現する地下の出口から脱出する」ことであり、逆にかまってしまうと膠着状態になってしまい、それが続くと時間切れで大爆発。また、かまってちゃんの正体はデスゲーム参加者の中にいる本物のかまってちゃんを洗脳して取り込んだもので、名前や性格も会場により違うので、ゲージを溜める方法は様々。ストレスボムが爆発すると取り込まれたプレイヤーも解放される。

##### 第4ゲーム「既読スルー撲滅運動」
リアアカリゾート内で行われるゲーム。メッセージが送られてから30秒以内に返信しないと、空中から現れた鎖が首に巻きついて宙に釣られ死亡するため、生き残るためにはメッセージを延々回し続けなければならない。クリア条件は「プレイヤーがスタート時の人数の半分になること」、「リゾート内にあるガチャガチャからスタンプを全45種集め使用し、それによりプレゼントされる『しゅ〜〜りょ〜〜』スタンプを押し終了宣言をすること」、そして「司会者不在になること＝ゲームを動かすため自らもプレイヤーとして紛れ込んでいるマーブル がゲームオーバーになること」。前者の2つは必須の条件であり、どちらか一方を満たせばゲーム終了とみなされる。後者は2つの必須条件のどちらかを満たせる状況ではなかった故に生じたクリア条件である。
ガチャガチャを利用するためには「リア生ゲーム」で稼いだ資金が必要になり、額が高ければ高いほどよりレアなスタンプを入手できるようになる。26〜45はこのゲームに限り特殊な効果を発揮する「効果スタンプ」となっている。また、スタンプは使用または削除により消費される使い捨て式。

##### 第5ゲーム「大炎上祭」
スマホ内の個人情報を公表し、その炎上度合いを競うゲーム。ゲーム会場にあるやぐらを1時間以内に「全焼」させればクリアとなる。「燃料投下」と発声するとスマホ内の様子が30秒間現実に投下される。その間に投下されるネタを見た人が特設サイトの掲示板の個人スレッドに書き込み、書き込み数で投下される燃料の量が決まる。閲覧者数や個人の知名度などから算出された炎上係数で判定されるため、個人の知名度などよりも投下されるネタの内容が重要。あまり問題のあるネタを投下するとフォロワーに失望されてフォローを解除されてしまい、フォロワー0死亡になる場合もある。また、ネタを選ぶバランスも重要のため、ゲーム中に新規フォローして絶対にフォローを解除されないフォロワーを確保することも禁止。燃料投下中に本人が死んだ場合は投下が止まる。やぐらは上段と下段に分かれており、下段は上段の6倍の燃料を必要とする。上段が全焼するとそれぞれのスマホがシャッフルされ、他人のスマホが見られるようになる。そのため後半は他人の秘密を暴きつつ、相手がフォロワーに失望されないギリギリのネタを選ぶ必要がある。あくまで個人の炎上度合いをはかるため、現実の人間が投下したネタでも燃料投下となる。

##### 第6ゲーム「SNS（スーパーネットストーカー）鬼ごっこ」（第1部・第2部共通で実施された）
現実世界で三日間行われる鬼ごっこ。プレイヤーには体のどこかにマーブルマークがあり、それを写真で撮られると死亡、写真を撮った者には1億円が振り込まれる。鬼はゲームに参加していなかった現実の住人である。鬼は写真を撮っているだけという認識と1億円を獲得できる誘惑から容赦なくプレイヤーを捕まえにくる。さらにゲーム中はつぶやきが乗っ取られ、現在どこで何をしているか「なう」でまるわかりとなっている。「深夜イベント」として午前0時から夜明けにかけてDQNマーブルと呼ばれる化け物じみたマーブルが現れ、プレイヤー達を殺しにくる。ゲーム中にミッションが発令され、それを時間までにクリアしない場合も死亡となる。また、マーク部分をくり抜いても焼いたり潰したりなどしてスマホに読み込めなくしない限りルール違反にはならない。
ミッションは以下の通り
1. 体についてある「マーブルマーク」を自分のフォロワーに読み取ってもらうこと
期限は2日目の午前7時から10時までの3時間。ただし、ミッション通知後の新規フォロワーは対象外となる。もちろんこのミッションによるマーブルマークの写真読み取られは死亡の対象外である。
2. 元フォロワーに再フォローしてもらうこと
期限は3日目の午前1時から4時までの3時間。ここでいう元フォロワーとは一連のデスゲーム開始前のフォロワーのこと。つまり、予選の「リアルフォロワー診断」でフォローを外した人のことである。元フォロワーが存在しない（「リアルフォロワー診断」でフォローを外した人がいない）場合どうなるかは不明。
3. ゲーム終了までにスタート地点にいないと首輪爆発により死亡
期限は鬼ごっこ終了時刻であるAM7:00。一見、鬼ごっこのスタート地点である市民スタジアムであるかと思われるが、真のゴールは一連のゲームがスタートしたリアアカ空間であることが判明。
終了直前でユウマがリアアカ社が行ったことのネタばらしとしてスタジアムにいたプレイヤー達をCAP技術によってリアアカ空間に飛ばしたことでコピー元の肉体が終了と同時に爆発し、意識は新しい肉体に移され無事であることが判明。

ミッションとは別に、2日目にユウマに課せられたペナルティ（夜中の3時間。鬼がユウマの体にあるマーブルマークを読みとれば、読みとった者に10億円が振り込まれる）がある。

### 第3部のゲーム内容
第3部のゲームは11月30日から12月10日の間に行われている。第3部のゲームに参加するプレイヤーはユウマ達旧リアアカ空間で全クリした11人のプレイヤーと新たに参戦する19人のプレイヤーがマーブルによって選ばれた。それらのゲームはユウマとマルキの発言から真・マーブルの手下にあたる司会マーブルとの真剣勝負であることが第1ゲーム終了後に明かされ、真・マーブルはそれを「最終フェーズ」と称した。作中では旧ゲームと区別するため『新第○ゲーム「ゲーム名」』と表記される。

#### 最終フェーズ予選「逆リアルフォロワー診断」（11月30日23時）
約5000万のユーザーを対象に1分以内に30人のプレイヤーのうち1人を選択しフォローする。スマホを忘れるなどしてフォローできなかったユーザーの死亡が目立った。結果発表前でもフォロワーの増減は可能。
結果発表後の時点でフォロワー数最下位のプレイヤーはフォロワーもろとも死亡となる。予選後はゲーム中を除き自由に「押し変」が可能。フォローするプレイヤーを変えることができる。フォローできるプレイヤーは原則1人であるが、フォロワーがその気になればプレイヤーを複数人フォローすることも可能。

#### 第1ゲーム「歩きスマホ迷路」（11月30日～12月1日未明）
おひとりさま専用の入り口でスマートフォンキーと呼ばれるスロットにスマホを差し入れARカメラアプリをインストールした後、制限時間30分以内にゴールまで辿り着くこと。地下の吹き抜け部分は何も見えないがARカメラアプリで見えない道とジャンプやエレベーター、エスカレータなどの設置した仕掛けが可視化できる。作中で初めてプレイヤーが1人も死亡せず完全勝利を飾ったゲームである。
しばらくすると経理課長マーブルが仕掛けた罠を潜り抜けなければならない。登場した罠は以下の通り。
1. 交通渋滞時間（ラッシュアワー）
バスやトラック、電車などが見えない道を遮る形で通り、プレイヤーたちを妨害する。切り抜けるには2人で1ペアになる必要がある。
2. 通行人トラップ
ちびマーブルにぶつかると因縁づけられ軍団で襲撃される。
3. 広告トラップ
一定時間広告で道が見えなくなる。
4. クイズ
経理課長が大好物なのは鯖のみそ煮か鶏の唐揚げタルタルソースがけのどちらかという問題で、正解ゲートを通れるのは1人のみ。このクイズが経理課長マーブルの食の嗜好と本性が明らかになった。

このゲームの真のテーマは歩きスマホをやめることであり、スロットにスマホを差し入れた際にアプリのダウンロードと同時にゲーム限定の耳寄り情報がよく手に持つ部分に刻印される。それはマーブルマークの王冠部分の左側を押せば近道が出現するというもので、経理課長マーブルはそのことを知らなかったようだ。
司会マーブルへの罰ゲーム「歩きスマホ 怒りのデス・ロード」
トゲトゲ地獄、火炎放射器、凍結、マシンガン、カッターなど歩きスマホしながら進まなければならない。自らの意志ではなく真・マーブルによる強制で執行した。

#### 第2ゲーム「IDゲッター倶楽部」（12月1日）
5時間以内に3人1チームで5人のOLマーブルのIDを聞き出さなくてはならない。ステージに合ったシチュエーションに適応するのがポイント。ステージによってはプレイヤーの服装が変わることもある。IDを聞き出せるのは1人のOLマーブルにつき1チームとなっており、聞き出した後は部屋中のホログラムが解除される。なお、このゲームは現実に則り気になるあの娘のIDを聞き出すという甘酸っぱい青春の1ページを再現したビタースウィ〜トなものであるためこのゲームでの暴力はタブー。暴力を使ったらペナルティとして警官のちびマーブルに射殺される ため、ナンパを得意とするリオンにとっては得意分野である反面、暴力団や暴走族に所属している者にとっては圧倒的不利となる。また、知らない人でもIDを聞き出せて初めて知り合いになれるが、このゲームでは先述の通り29人のプレイヤーVSマーブルの手下との真剣勝負であるため、OLマーブル側にも「知らない人からIDを聞かれても答えるな！」というルールがあり、プレイヤーからIDを聞かれて答えた場合、プレイヤーとの勝負に「負けた」ことを意味し、真・マーブルから罰ゲームを受ける。作中ではプレイヤー全員はクリアしたものの、クリア直後にプレイヤーが死亡した唯一のゲームとなった。ゲームの真のテーマは見ず知らずの他人と仲良くなれるか？である。
司会マーブルへの罰ゲーム「ダンスパーリィ」
足元から出る発火装置の上で踊らなくてはならない。この罰ゲームが原因でユウマはOLマーブル達の仇をとることを誓うこととなる。

#### 第3ゲーム「リアアカGO」（12月2日～5日）
制限時間は3日間でゲーム終了時にモンスターを50種以上ゲットしていればクリア。広いダンジョンの中を探索しながらARカメラを使ってモンスターをゲットする。シャッターを押すたびに充電1％消費するためゲーム開始前にスマホを充電する必要がある。とある事情で充電できなかったときでも、塔の外にいるフォロワーたちが現実世界に点在する「リアスポット」を探して充電アイテムをゲットし、プレイヤーに送ることでプレイヤーのスマホの充電を供給できる全ユーザー参加型のゲーム。また、一定の充電率を対価に特定のモンスターを召喚できるほか、充電3％を対価にプレイヤー同士でのモンスターの交換を行える。ただし、充電が0%を切ると体がミイラ化し即死亡となる（フォロワーは充電0になっても死亡しない）。ダンジョン内の各所に旅人の宿屋が点在しており、そこで充電と引き換えに寝食を提供できる（食事は充電5％消費でごちそうセットを提供されるが、宿泊する際の充電消費量はシングル・ダブル共に不明）他、充電5％と引き換えに治療できる。2日目でミキヤがハカセマーブルに殺害されたことを受け、プレイヤー達は混乱に陥るも、ユウマが勇敢に立ち向かったこともあって、プレイヤー間の暗黙のルールとして「ハカセマーブルに遭遇したら即死亡」が追加された。また、死亡したプレイヤーが所有するモンスターを他プレイヤーが引き継げることが可能。ハカセマーブルは死亡プレイヤーからモンスターを引き継げるルールを悪用し、九島を死に至らしめた。このゲームの真のテーマはプレイヤー達が一致団結して巨悪（ハカセマーブル）を倒すことである。
ハカセマーブルに遭遇したら即死亡という暗黙のルールは倒すのに自信がない人がハカセマーブルに遭遇しないためのルールで、自信のあったユウマは箱に奪われたミズキのモンスターの確保を兼ねて彼にリベンジした。以下の手順は次のとおり。
1. あやめがハカセマーブルの罠に引っかかった愚かなプレイヤーを装ってハカセマーブルを朽ちた多面基地に誘導する。
2. ハカセマーブルが土に埋めたサークルエル の光る輪っかに入った時に一緒に埋めた鎖を足に括り付け動きを封じ、ユウマがイヌマニー対策のため10秒間スマホを構えるふりをし、モンスターを奪う。
3. 奪った後に待ち構えるハカセマーブルの罠を見越してその上に罠を仕掛ける。
4. それでも失敗した場合、モンスターの卵を孵化して、ハカセマーブルに一撃を食らわせる。

司会マーブルへの罰ゲーム「ドン・ドヤネズミからの死の鉄槌」
プレイヤーが召喚したドン・ドヤネズミの物理電流攻撃を一身に受けなければならない。ただし、この罰ゲームはマーブルによるものではなく、ミキヤの死亡で友情を穢されたこととアクトが死亡したことがきっかけでユウマ とカルアの怒りを買ったために執行したいわば復讐のようなものであり、真・マーブルが執行する本来の罰ゲームは武装した巨大な蚊を模した「吸血くん」なる拷問器具で体内から血1滴を残さず吸うという残虐なもの。

#### 第4ゲーム「不謹慎ハンター24時」（12月6日～7日）
2人1組でチームを組み、不謹慎なつぶやきをしたユーザーのホログラムを自粛棒というバット(？)で殴りチーム共通でポイントを稼ぐ。100ポイントでBランク、500ポイントでAランクに昇格できる。制限時間24時間以内に1000ポイントのSランクに達したらクリア。ただし、不謹慎なつぶやきかどうかは司会マーブルの広報室長マーブルが判定する。なお、不謹慎ではないつぶやきをハントしたり公共の物を壊す・プレイヤー自身がエロいことをする・ペア同士で大ゲンカするなどプレイヤーが不謹慎な行動を出た場合、ペナルティとして不謹慎ハンターマーブルの軍団（通称・黒マーブル軍団）による30秒間の粛清を2人で受けなければならない。粛清認定された後も不謹慎な行動をとった場合粛清も強力なものになる。30秒間のペナルティに耐えればハント続行となる。不謹慎でないつぶやきでもつぶやいた本人が不謹慎である場合(その逆もあり)もあるため、プレイヤーがつぶやいた本人を観察する必要がある。Bランクに昇格すると密告ダイヤルというスキルが使え、ペナルティなしの他プレイヤーの密告が可能。密告の証拠となる映像や音声を広報室長マーブル宛に送信し、正解すれば50ポイントが加算され、密告された方はマッチョ風の不謹慎ハンターマーブルからのタイキック（後に、広報室長マーブルのルール変更によりハリセンになった。）を受けなければならないため、身に着けてるものが派手など今まで不謹慎と認定されなかった不謹慎も密告によりペナルティの対象となる。プレイヤー自身が過去に不謹慎を犯している（本ゲーム前に死亡したトワの暴力やミズキとペアを組んでいるコトコによる殺人）場合、対象プレイヤーを殺害したプレイヤーに100ポイント獲得できる。このゲームの真のテーマは不謹慎を跳ね除け、絶望に負けないプレイヤーこそ真のリーダーである。
なんでもハント
ハンターランクがAランクに達した時に使えるスキル。公共物の中の不謹慎要素などをハントできる。プレイヤーをハントした場合は、ハントされたプレイヤーから50ポイントを奪うことができる。ズイが提案した不謹慎インディアンポーカーの第7セットからは、そのゲームのみ、ハントされたプレイヤーから奪うポイントが500ポイントに変わるが、相手が描いた行動をせずにハントした場合の5発のペナルティも例外ではない。
根こそぎハント
ハンターランクがSランクに達した時に仕えるスキル。自分から半径10メートル以内の不謹慎を根こそぎ奪うことができる。
以下の不謹慎は広報室長マーブルの価値観を基に決められていたため、実際は不謹慎でないものも含まれている。
| 不謹慎名                                 | 対象ランク                                                                         |
| ---------------------------------------- | ---------------------------------------------------------------------------------- |
| ペア同士の大ゲンカ                       | 全ランク                                                                           |
| 不謹慎ではないつぶやきをハントする       | 全ランク                                                                           |
| 公共の物を壊す                           | 全ランク（ただし、なんでもハントで公共の物の中に不謹慎があった場合は例外とする。） |
| プレイヤー自身がエロいことをする         | 全ランク                                                                           |
| 美容に気をつかう                         | Bランク-（密告ダイヤルのみ）                                                       |
| 身に着けてるもの（下着・洋服など）が派手 | Bランク-（密告ダイヤルのみ）                                                       |
| ピースサインを出す                       | Bランク-（密告ダイヤルのみ）                                                       |
| 男性（女性）が女湯（男湯）をのぞく       | Bランク-（密告ダイヤルのみ）                                                       |
| 色恋をかまける                           | Bランク-（密告ダイヤルのみ）                                                       |
| 机の上に乗る                             | Bランク-（密告ダイヤルのみ）                                                       |

司会マーブルへの罰ゲーム
ゲーム終了後に広報室長マーブルは豹変したユウマに殺害されたため実行していない。

#### 第5ゲーム「匿名教室」 （12月8日）
ゲーム用に用意した教室内でプレイヤーに紛れ込んだ会長マーブルを探し出すシンプルなもの。ゲーム専用の掲示板を基に推理し1時間おきに実施する学級会でプレイヤーの投票により黒を特定。見事会長マーブルを探し当てればクリアとなる。当初は暴力行為は容認していたが、ミズキとアイジによる皆殺し作戦が原因で暴力行為を起こしたプレイヤーは体罰の対象となる。また、1位になったプレイヤーが2人以上いた場合は、処刑が中止されるが、それが、会長マーブルを炙りだすために重要なルールとなった。このゲームの真のテーマは自分自身と仲間を信用できるか？と他人を陥れる素行の悪いプレイヤーこそ会長マーブルの正体である。なお、週刊少年マガジンの連載で最後に実施した第3部のゲームである。
委員会システム
2人冤罪死した時点で導入したシステム。22の委員会からランダムで振り分けられ、委員会が持つ能力を使うことができる。ただし、ゲーム開始時からシステムが導入されていたことがユウマの口から語られた。裏ルールとして、プレイヤー同士のキスで、委員会の能力が入れ替わることができる。
司会マーブルへの罰ゲーム「氷漬け」
会長マーブルが黒だと判断された場合、会長スマホの処刑執行ボタンによりお仕置きとして氷漬けが実行される。会長マーブルに限らず、他プレイヤーが黒と判断された場合もお仕置きが実行される。氷漬けにされたプレイヤーは死体ごと粉々に砕け散る。

#### 第6ゲーム「嘘情報島（フェイクニュースアイランド）」[注 110]（12月9日）
別冊少年マガジンの連載に戻って最初に実施する第3部のゲーム。プレイヤー達が島に入るための棺に入り、島を捜索して柏木アタル（アタルマーブル）を見つけ出す。ゲーム中は棺の中の特殊な信号により自らの意志で現実に戻ることは不可能。戻るにはアタルが持つ「鍵」を見つけ出さなければならない。プレイヤー達に信じる心である3つのライフポイントがあり、嘘に騙されると1つ減りすべて失えば即死亡となる。島で死亡した際は、現実で死ぬことに等しいので注意が必要。VRで作られた島はネット空間であり、島中にいる住人の中から10分の1の確率で出てくる正直者の住人を探すことが攻略のポイントとなる。島での捜索では、ユウマがあらかじめ2人1組のペアを作り捜索することからはじまるが、その過程でイスケ・ヤスハルペアが嘘の1つ・釣りにより死亡してしまう。このゲームの真のテーマはネットテリラシーを駆使して真実を見抜けるかとステージ3は治療できるかである。
正直者の島の住人から託されたヒントは以下の通り。
| 住人の名前 | 住人自身が死亡した時のゲーム | アタルに関するヒント                 |
| ---------- | ---------------------------- | ------------------------------------ |
| 神田こより | SNS鬼ごっこ                  | こより自身が入って初めて成立する場所 |
| 桜川キリカ | SNS鬼ごっこ                  | 潔癖症が集まる場所                   |
| 市之瀬ハル | SNS鬼ごっこ                  | 兄弟がふれあう場所                   |

最終決戦「嘘情報（フェイクニュース）サッカー」
ユウマチームとアタルチームの3VS3の真剣勝負。MF（メイクフェイカー）が書き記した情報が描かれたボールをシュートしてゴールに入れるもの。ボールをゴールに入れることが出来るのはFW（フォワード）だけで、ゴールを多く取った方が勝利。ユウマチームの代表者が敗北した場合は全員ゲームオーバーとなり二度と目覚めなくなる。FW以外の相手にボールを当てられると悪夢にうなされる・暴力をふるうと即死亡などのペナルティがある。アタルチームのメンバーは当初、島の住人から選定されるのだが、ゲームオーバー覚悟でアイジとサヤカが名乗りを上げ、旧ゲームのチームメンバー同士の対決となった。最終決戦と目されているが、実際はアタルとの最終決戦であるため、試合終了後のゲームはまだ終わっていなかったことが判明する。
司会マーブルへの罰ゲーム
アタル（アタルマーブルで元ユウマ）がマーブルが放った銃弾からユウマ（元アタル）を庇い死亡したためなし。

#### 最終ゲーム「リアルフォロワー決戦」（12月10日）
作中に登場する最後のゲーム。このゲームのみ、押し変が可能となっており、その気になれば、マーブルに押し変することも可能。そのため、生き残った15人のプレイヤーの内、6人が死亡、1人が重体になるというカオスな状況に陥った。フォロワーとの絆がクリアのカギを握り、同時にフォロワーとの絆は本物か？がこのゲームの真のテーマとなっている。
以下の条件のいずれかを満たせばゲームクリアとなる。
1. ノーマルエンド：真・マーブルを倒す
2. バッドエンド：真・マーブルに殺されゲームオーバー
3. フレンドエンド：リアアカ社の仲間になる
4. トゥルーエンド：真・マーブルを殺す

ゲーム開始時は上の3つしか提示していなかったが、トゥルーエンドのみ、終盤にて明かされた。バッドエンドとフレンドエンドのどちらかを選べば、ネットのない世界に直結することを意味し、トゥルーエンドはマーブルが死亡した時点で、すべてのリアアカユーザーが廃人に陥ってしまうため、全クリを狙うならノーマルエンド一択した望みがないと言える。

## 関連用語
リアアカ空間
デスゲームの舞台となる電脳空間。後述のリアアカリゾート等、あらゆる施設や設備が整っている。
実は電脳空間ではなく、リアアカ社の地下に造られた巨大な空間だった。旧ゲームの全クリ宣言と共に崩壊した。
アンティキティラ
第3部のデスゲームの舞台となる天空式のリアアカ空間。高さは500メートルで地上からはてっぺんが見えないほど高い。
リアアカリゾート
リアアカ空間内に設置されている施設。ショップやホテルなどの繁華街や遊園地がある。
シェアハウス
アンティキティラ内に設置されたリアアカリゾート。個室や食堂などがあり、ゲーム開始までの拠点となる。談話室は「リアアカGO」終了後に行われた5人のプレイヤーの告別式の舞台となったが、歪んだ美意識を持つアイリに台無しにされた。
リアアカまとめ速報
イマリが管理人を務める情報サイト。主にリアルアカウントに関する情報を専門としている。
このサイトからユウマが一連の事件の黒幕の家族である情報がもたらされ、第2部終盤ではオモチュー.comとの協力でリアアカ社が真の黒幕である情報を流した。
オモチュー.com（ドットコム）
ミツルが管理人を務める巨大コミュニティーサイト。ネット上で悪戯をすることが主な活動となっている。
スマホを拒絶する会
第3部でユリが加わった怪しい団体で、ユリをはじめ、着々とメンバーを増やしている。
また、その主催者はリアアカ社社長の弟である
盗賊と少年ミュー
旧ゲーム終了後にミズキが描いた絵本。城に閉じ込められた孤独な少年ミューが男女二人組の盗賊に救い出され、仲間になるという内容。この盗賊達はユウマとあやめに酷似している。ちなみに、これを見たチホは「私をモチーフにした人物はいないの？」と嘆いていた。当然だが、マグラ・カルア・アクト・マルキ・パルくん・リオン・アイリ・サヤカ・ハヤトなど最終フェーズ以降で関わるプレイヤー達総勢15人と1匹をモチーフにした人物も登場していない。
CAP（コピーアンドペースト）技術
通称「コピペ技術」。ユウマとアタルの両親が開発した技術で、物質をコピーして完全に同一なものを複製する。
リアアカ社は改良を重ねた末に超小型化に成功しており、これが一連のデスゲーム騒動の核をなしているとも言える。
生物もコピー可能だが意識までは複製できないため、新しい肉体にのみ意識が引き継がれ、古い肉体は意識喪失＝死亡する。唯一の例外として、自我の形成されていない出生直後にこの技術を使用した場合のみ、古い体と新しい体の両方に意識を宿すことができる。
ただし複製出来た意識は「劣化コピー」となるため、大きな精神的ショックを受けると精神が変質・狂暴化し（リアアカ社はこの変化段階をステージと呼ぶ）、最終的には「ステージ3」に到達するが、本人の意思次第では、ステージ3から引き戻すことが可能。
ステージ3
特定の人物が豹変し、強い殺人衝動に支配された凶悪な人格になること。または、その人格の呼び名。目の色がドス黒くなること、ステージ2までの当人にはこの状態における記憶がないことが特徴。
生後間もない時期にCAP技術によって意識までコピーされた複製体に発生する現象で、作中ではユウマとこよりの2人が該当。特に「自らが唯一無二の本物になろうとする」衝動が強く働くため、コピー元や近親者に対して強迫観念的な殺意を持つようになる。
「この変化は不可逆であり治療不可能」とマーブルは言うがアタルにユウマへの憎しみを植え付けるための嘘であり、実際は「ステージ3は治療可能」で、ユウマは劇中で三度、ステージ3からステージ2へ戻ることに成功している。

## 書誌情報
- オクショウ（原作）・渡辺静（漫画）『リアルアカウント』 講談社〈講談社コミックスマガジン〉、全24巻
  1. 2014年5月9日発売[4]、ISBN 978-4-06-395065-6
  2. 2014年10月9日発売[5]、ISBN 978-4-06-395207-0
  3. 2015年3月17日発売[6]、ISBN 978-4-06-395356-5
  4. 2015年5月15日発売[7]、ISBN 978-4-06-395402-9
  5. 2015年7月17日発売[8]、ISBN 978-4-06-395441-8
  6. 2015年10月16日発売[9]、ISBN 978-4-06-395482-1
  7. 2016年1月15日発売[10]、ISBN 978-4-06-395565-1
  8. 2016年3月17日発売[11]、ISBN 978-4-06-395617-7
  9. 2016年5月17日発売[12]、ISBN 978-4-06-395670-2
  10. 2016年7月15日発売[13]、ISBN 978-4-06-395711-2
  11. 2016年9月16日発売[14]、ISBN 978-4-06-395764-8
  12. 2016年11月17日発売[15]、ISBN 978-4-06-395802-7
  13. 2017年2月17日発売[16]、ISBN 978-4-06-395850-8
  14. 2017年4月17日発売[17]、ISBN 978-4-06-395918-5
  15. 2017年6月16日発売[18]、ISBN 978-4-0-6395959-8
  16. 2017年8月17日発売[19]、ISBN 978-4-06-510112-4
  17. 2017年11月17日発売[20]、ISBN 978-4-06-510208-4
  18. 2018年1月17日発売[21]、ISBN 978-4-06-510756-0
  19. 2018年4月17日発売[22]、ISBN 978-4-06-511059-1
  20. 2018年6月15日発売[23]、ISBN 978-4-06-511581-7
  21. 2018年9月7日発売[24]、ISBN 978-4-06-512232-7
  22. 2019年1月9日発売[25]、ISBN 978-4-06-513868-7
  23. 2019年6月7日発売[26]、ISBN 978-4-06-515301-7
  24. 2019年12月9日発売[27]、ISBN 978-4-06-517542-2
- オクショウ（原案）・渡辺静（イラスト・原作）・華南恋（著）『小説 リアルアカウント 0』 講談社〈KCデラックス〉 、2019年6月7日発売[28]、ISBN 978-4-06-516044-2

## 実写映画
『週刊少年マガジン』2018年7号で発表されたが、一切の続報が出ることなく、2025年3月12日に制作中止が発表された。

### 参照巻数
1. 1 2 3  単行本第1巻
2. 1 2  単行本第2巻
3. 1 2 3 4  単行本第3巻
4. 1 2 3  単行本第4巻
5. ↑  単行本第5巻
6. 1 2 3  単行本第6巻
7. 1 2 3  単行本第7巻
8. 1 2 3 4  単行本第8巻
9. 1 2 3  単行本第9巻
10. 1 2 3 4 5 6 7  単行本第10巻
11. 1 2 3 4 5  単行本第11巻
12. 1 2 3 4 5 6 7  単行本第12巻
13. 1 2 3 4 5  単行本第13巻
14. 1 2 3  単行本第14巻
15. 1 2 3 4  単行本第15巻
16. 1 2 3 4 5  単行本第16巻
17. 1 2 3 4  単行本第17巻
18. 1 2 3 4  単行本第18巻
19. 1 2 3 4  単行本第19巻
20. 1 2 3 4  単行本第20巻
21. 1 2 3 4 5  単行本第21巻
22. 1 2 3  単行本第22巻
23. 1 2 3  単行本第23巻
24. ↑  第3部 第177話
25. ↑  第3部 第178話
26. ↑  第3部 第179話
27. ↑  第3部 第180話
28. ↑  第3部 第181話
29. ↑  第3部 第182話